# Attin
Attin est une commune française située dans le département du Pas-de-Calais, en région Hauts-de-France. Ses habitants sont appelés les Attinois.
La commune fait partie de la communauté d'agglomération des Deux Baies en Montreuillois qui regroupe 46 communes et compte 65 760 habitants en 2021.

## Géographie

### Localisation
Localisée dans le sud-ouest du département du Pas-de-Calais, Attin est une commune rurale traversée par la Canche et située, à vol d'oiseau, à 3 km au nord-ouest de la commune de Montreuil-sur-Mer (chef-lieu d'arrondissement).
Le territoire de la commune est limitrophe de ceux de sept communes.
Les communes limitrophes sont Recques-sur-Course, La Madelaine-sous-Montreuil, Neuville-sous-Montreuil, Beutin, Bréxent-Énocq, La Calotterie et Estréelles.

### Géologie et relief
La superficie de la commune est de 6,7 km2 ; son altitude varie de 2  à   77 mètres.

### Hydrographie
Le territoire de la commune est situé dans le bassin Artois-Picardie.
La commune est traversée par quatre cours d'eau :
- la Canche, d'une longueur de 100,22 km, qui prend sa source dans la commune de Gouy-en-Ternois et se jette, à l'ouest de la commune, dans la Manche entre Étaples et Le Touquet-Paris-Plage[4] ;

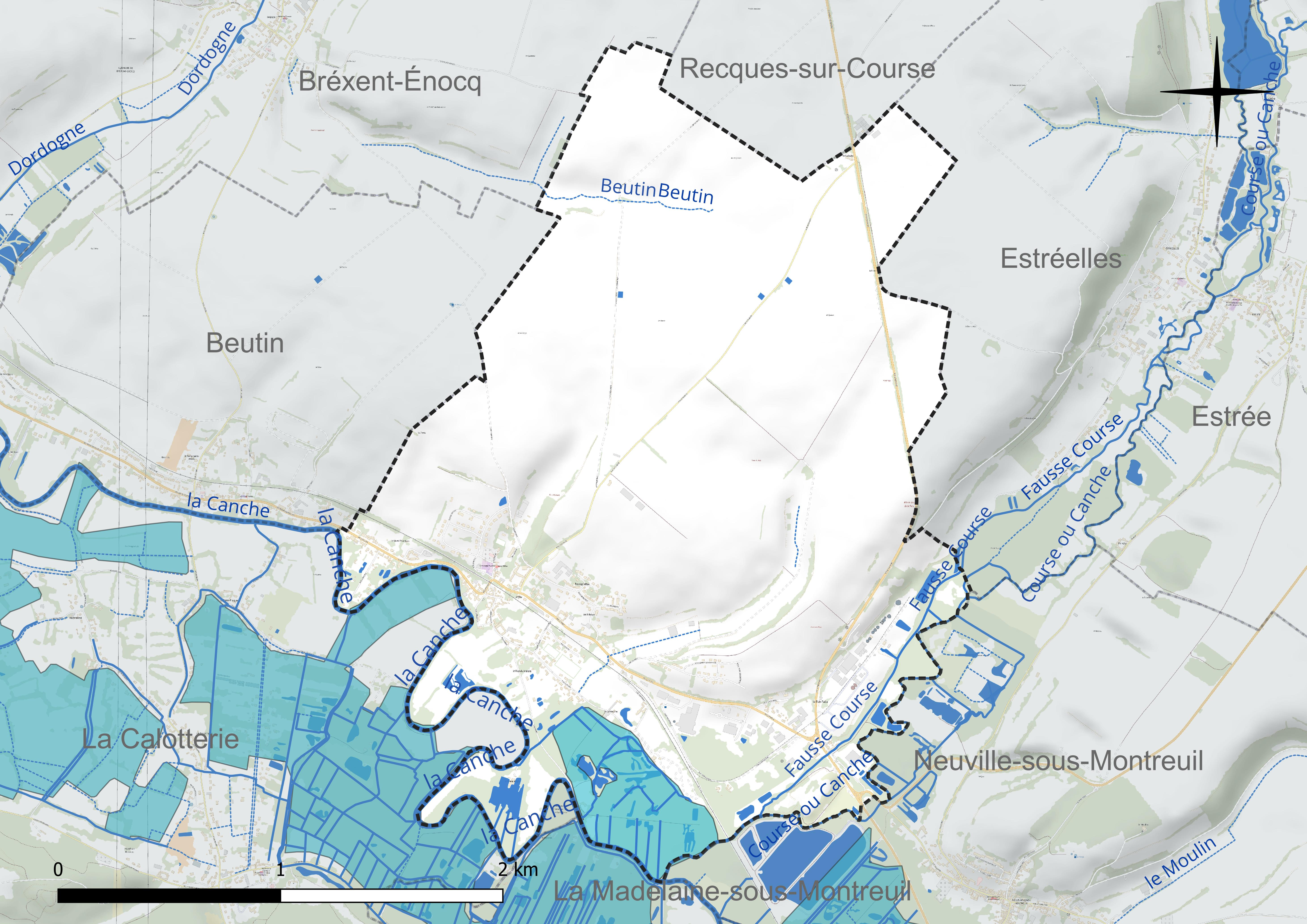
Réseau hydrographique d'Attin.

- la Course, d'une longueur de 24,72 km qui prend sa source dans la commune de Doudeauville, se jette dans La Canche[5] ;
- la Fausse Course, d'une longueur de 2,92 km[6] ;
- le Beutin, d'une longueur de 1,04 km[7].

### Climat
Pour des articles plus généraux, voir Climat des Hauts-de-France et Climat du Pas-de-Calais.
En 2010, le climat de la commune est de type climat océanique franc, selon une étude du CNRS s'appuyant sur une série de données couvrant la période 1971-2000. En 2020, Météo-France publie une typologie des climats de la France métropolitaine dans laquelle la commune est exposée à un climat océanique et est dans la région climatique Côtes de la Manche orientale, caractérisée par un faible ensoleillement (1 550 h/an) ; forte humidité de l’air (plus de 20 h/jour avec humidité relative > 80 % en hiver), vents forts fréquents.
Pour la période 1971-2000, la température annuelle moyenne est de 10,7 °C, avec une amplitude thermique annuelle de 13,1 °C. Le cumul annuel moyen de précipitations est de 775 mm, avec 13 jours de précipitations en janvier et 8,2 jours en juillet. Pour la période 1991-2020, la température moyenne annuelle observée sur la station météorologique la plus proche, située sur la commune du Touquet-Paris-Plage à 11 km à vol d'oiseau, est de 11,2 °C et le cumul annuel moyen de précipitations est de 888,8 mm,. Pour l'avenir, les paramètres climatiques de la commune estimés pour 2050 selon différents scénarios d'émission de gaz à effet de serre sont consultables sur un site dédié publié par Météo-France en novembre 2022.

### Paysages
Pour un article plus général, voir Paysage en France.

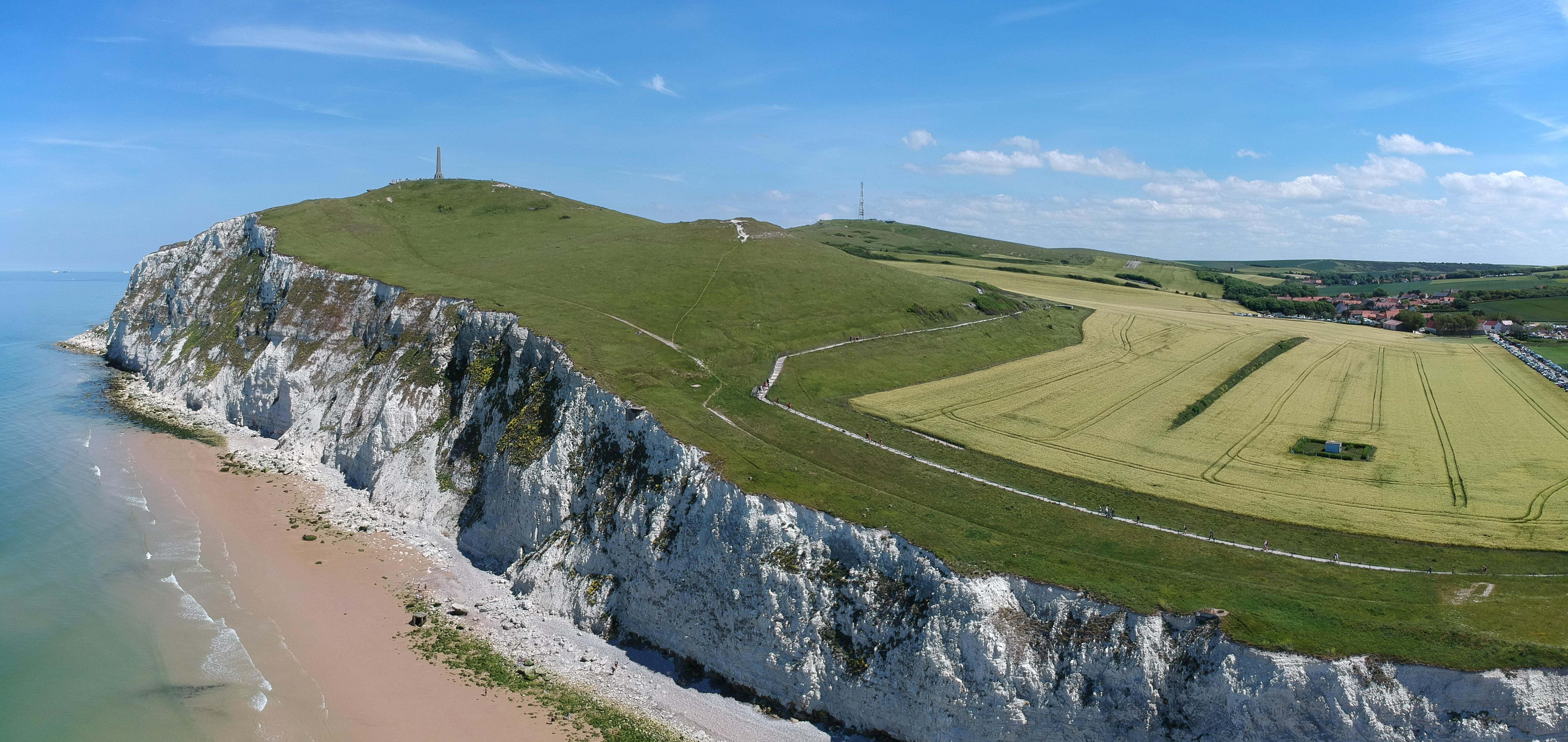
Une vue de ces « paysages montreuillois » et le cap Blanc-Nez.

La commune s'inscrit dans les « paysages des falaises d'Opale » tels qu'ils sont définis dans l'atlas de paysages de la région Nord-Pas-de-Calais, conçu par la direction régionale de l'Environnement, de l'Aménagement et du Logement (DREAL),.
Ces « paysages montreuillois », qui concernent 98 communes, se délimitent : à l'ouest par des falaises qui, avec le recul de la mer, ont donné naissance aux bas-champs ourlées de dunes ; au nord par la boutonnière du Boulonnais ; au sud par le vaste plateau formé par la vallée de l'Authie, et à l'est par les paysages du Ternois et du Haut-Artois. Les « paysages montreuillois », avec, dans leur axe central, la vallée de la Canche et ses nombreux affluents comme la Course, la Créquoise, la Planquette…, offrent une alternance de vallées et de plateaux, appelés « ondulations montreuilloises ». Dans ces paysages, et plus particulièrement sur les plateaux, on cultive la betterave sucrière, le blé et le maïs et les plateaux entre la Ternoise et la Créquoise sont couverts de vastes massifs forestiers comme la forêt d'Hesdin-la-Forêt, les bois de Fressin, Sains-lès-Fressin, Créquy….
L’occupation des sols de la surface totale de ces « paysages montreuillois » est de 59,07 % de cultures, de 21,55 % de prairies naturelles, permanentes, de 12,02 % de forêts et de milieux semi-naturels, de 5,79 % d'espaces artificialisés avec les communes principales d'Étaples et Montreuil-sur-Mer, de 0,38 % de cours d'eau et plan d'eau, 0,41 % d'espaces industriels et de friches industrielles et de 0,14 % d’espaces dunaires.

### Milieux naturels et biodiversité

#### Zones naturelles d'intérêt écologique, faunistique et floristique
L’inventaire des zones naturelles d'intérêt écologique, faunistique et floristique (ZNIEFF) a pour objectif de réaliser une couverture des zones les plus intéressantes sur le plan écologique, essentiellement dans la perspective d’améliorer la connaissance du patrimoine naturel national et de fournir aux différents décideurs un outil d’aide à la prise en compte de l’environnement dans l’aménagement du territoire.
Le territoire de la commune comprend deux ZNIEFF de type 1 : 
- les marais et bois tourbeux de La Calotterie, Attin et La Madelaine-sous-Montreuil[16] ;
- la vallée de la Course à l'aval d'Enquin-sous-Baillon. Le périmètre de la ZNIEFF présente un réseau hydrographique complexe associant plusieurs cours d’eau (Course, Bimoise, Baillons, rivière des Fontaines…) et de nombreuses sources, ainsi que des plans d’eau d’origine artificielle (ballastières, cressonnières, piscicultures, mares de chasse)[17].

et deux ZNIEFF de type 2 : 
- la basse vallée de la Canche et ses versants en aval d’Hesdin[18] ;
- la vallée de la Course. Elle se situe dans le pays de Montreuil et plus précisément dans l’entité paysagère des ondulations montreuilloises[19].

Carte des ZNIEFF de type 1 et 2 sur la commune
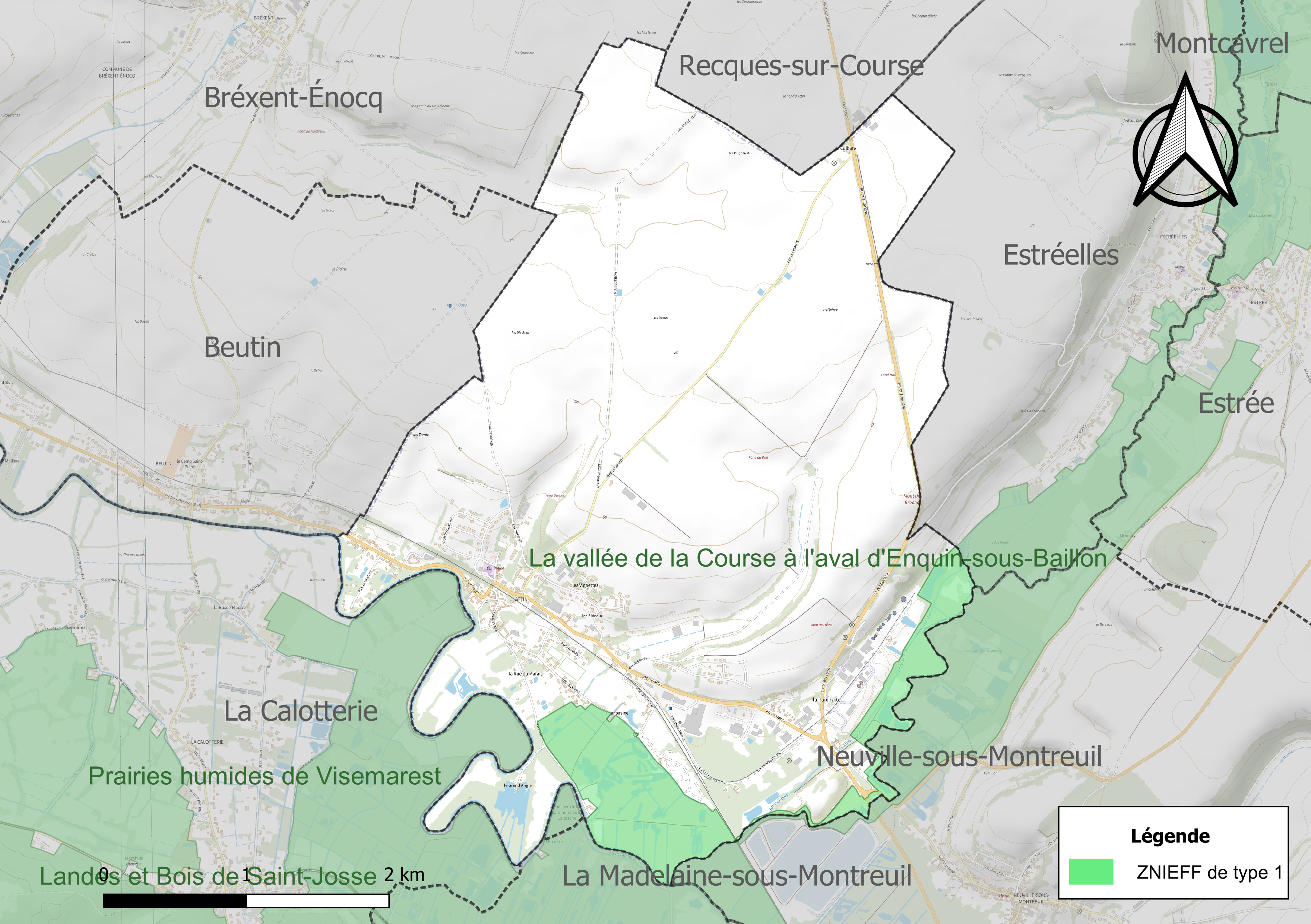
Carte des ZNIEFF de type 1 sur la commune.
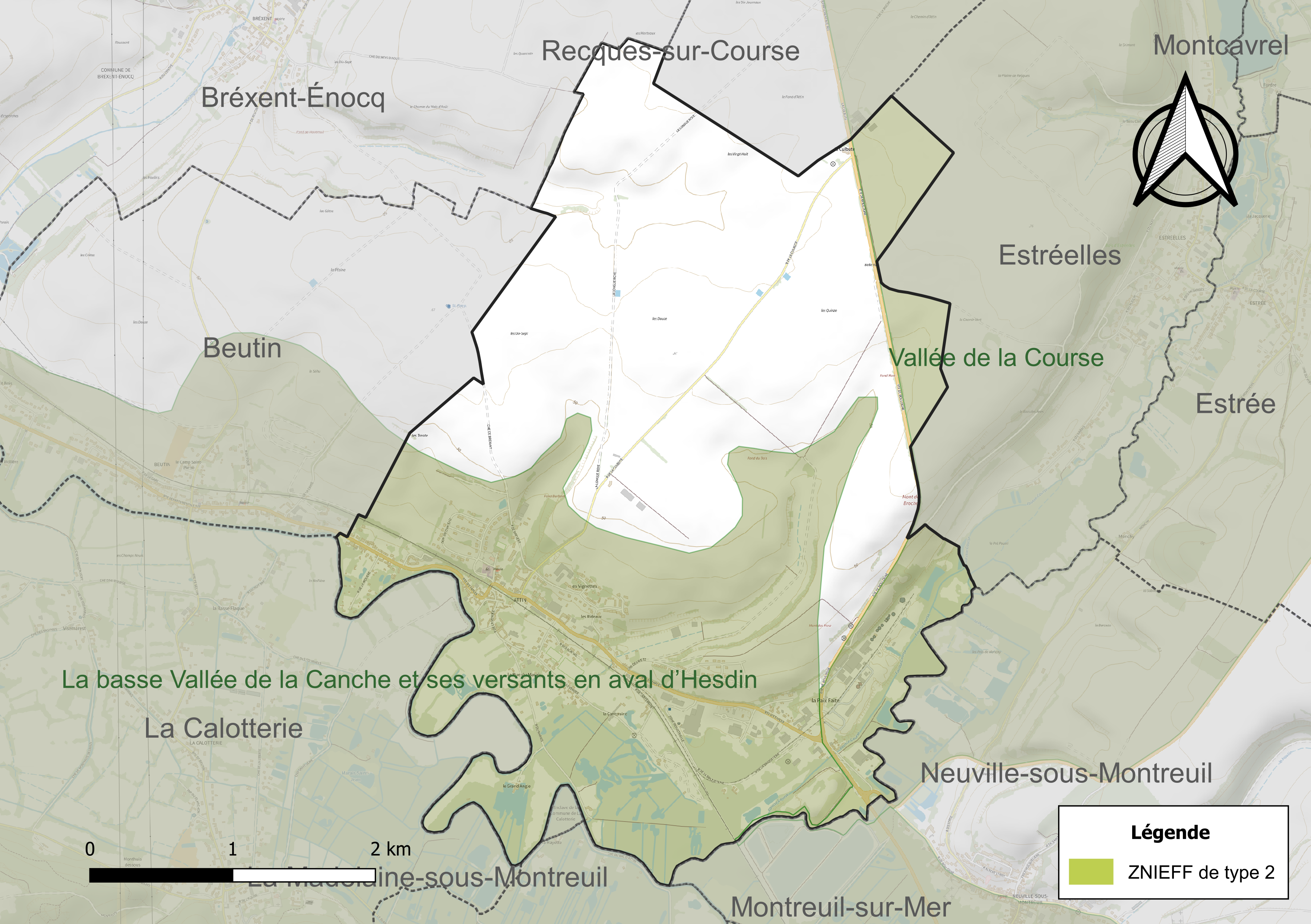
Carte des ZNIEFF de type 2 sur la commune.

## Urbanisme

### Typologie
Au 1er janvier 2024, Attin est catégorisée bourg rural, selon la nouvelle grille communale de densité à sept niveaux définie par l'Insee en 2022.
Elle appartient à l'unité urbaine de Montreuil-sur-Mer, une agglomération intra-départementale regroupant neuf  communes, dont elle est une commune de la banlieue,,. Par ailleurs la commune fait partie de l'aire d'attraction d'Étaples - Le Touquet-Paris-Plage, dont elle est une commune de la couronne,. Cette aire, qui regroupe 21 communes, est catégorisée dans les aires de moins de 50 000 habitants,.

### Occupation des sols
L'occupation des sols de la commune, telle qu'elle ressort de la base de données européenne d’occupation biophysique des sols Corine Land Cover (CLC), est marquée par l'importance des territoires agricoles (75,2 % en 2018), en diminution par rapport à 1990 (77,4 %). La répartition détaillée en 2018 est la suivante : 
terres arables (68,4 %), forêts (8,5 %), zones urbanisées (7,6 %), zones industrielles ou commerciales et réseaux de communication (7,4 %), prairies (6,7 %), zones humides intérieures (1,3 %). L'évolution de l’occupation des sols de la commune et de ses infrastructures peut être observée sur les différentes représentations cartographiques du territoire : la carte de Cassini (XVIIIe siècle), la carte d'état-major (1820-1866) et les cartes ou photos aériennes de l'IGN pour la période actuelle (1950 à aujourd'hui).

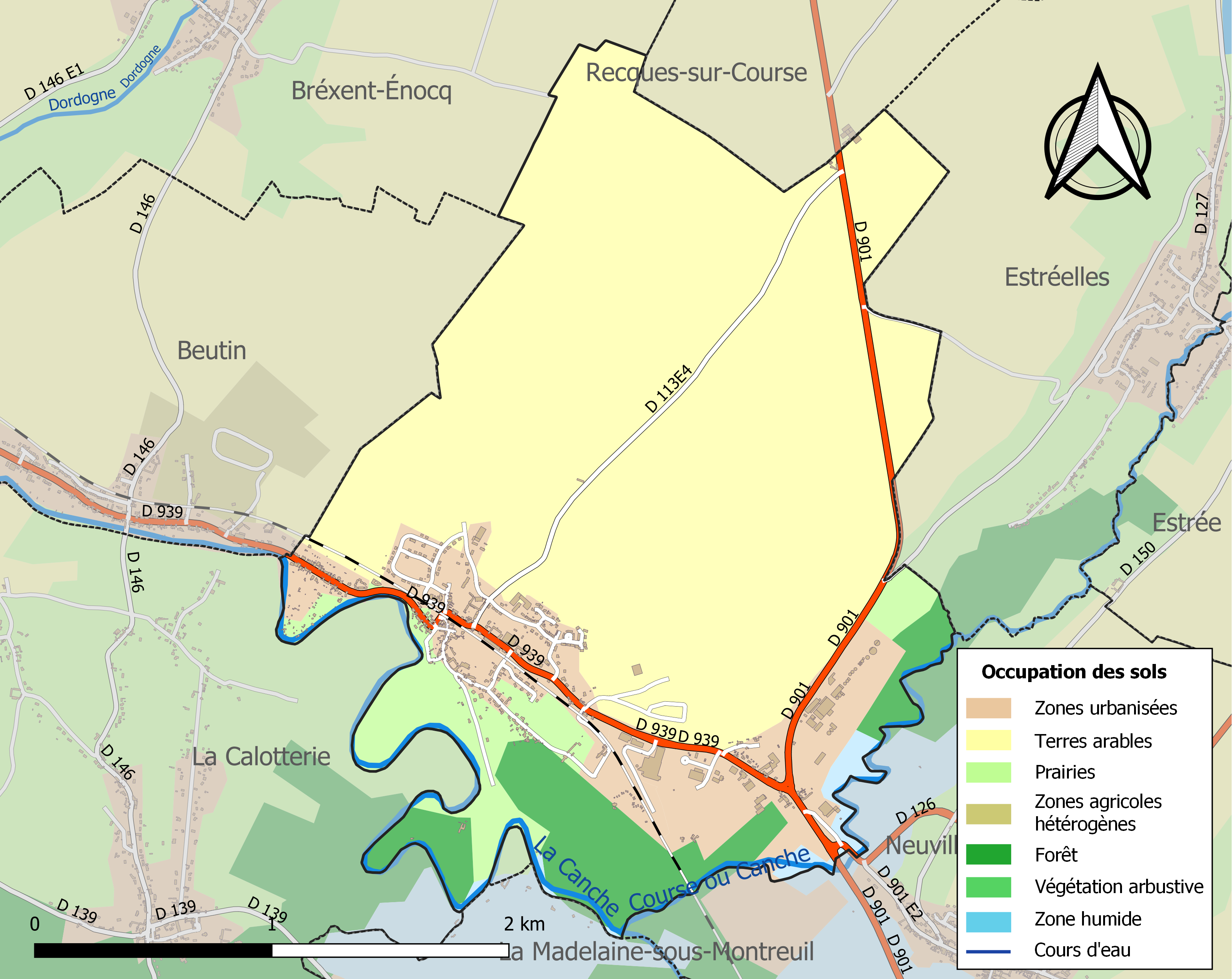
Carte des infrastructures et de l'occupation des sols de la commune en 2018 (CLC).

### Voies de communication et transports

#### Transports en commun
La commune est desservie par la ligne 2 du réseau de transport de la communauté d'agglomération des Deux Baies en Montreuillois (CA2BM).

#### Transport ferroviaire
La commune disposait d'une halte sur l'ancienne ligne de chemin de fer Aire-sur-la-Lys - Berck-Plage inaugurée en 1893 et fermée en 1955.

### Risques naturels et technologiques

#### Risque inondation
À la suite du passage des tempêtes Ciarán, Domingos et Elisa et des inondations et coulées de boue qui se sont produites, la commune est reconnue, par arrêté du 14 novembre 2023, en état de catastrophe naturelle pour inondations et coulées de boue sur la période du 2 au 12 novembre 2023, comme 179 autres communes du département.

## Toponymie
Le nom de la localité est attesté sous les formes Merum Atiniacense (682), Attinium (877), Atiniacum (1042), Atin (1171), Ating (1280), Atim (XIVe s.), Athin (1583), Althin (XVIIe s.), Attin (1789), Attin (depuis 1793 et 1801).

## Histoire
Selon certains érudits, Attin, plus exactement le bac d'Attin permettant de franchir la Canche, était le lieu d'entrée dans le Boulonnais d'une voie romaine reliant Lillebonne à Boulogne-sur-Mer. En 1776, lors de la construction d'un pont sur la Canche, ont été retrouvés les restes d'une ancienne route identifiée comme une chaussée Brunehaut.
La commune abritait l'un des points de traversée à gué de la Canche. Il en existait plusieurs, selon Pierre Jean Baptiste Bertrand (1829) dont à Attin où « ce gué donnait la facilité de passer la Canche pour communiquer avec l'intérieur du pays, par l'une des branches des sept voies ».
Attin est cité dans des diplômes des VIIe siècle, IXe siècle, Xe – XIe siècles.
Attin est retrouvée sous le nom Attinium, dans une charte du roi de France Thierry III de l'abbaye Saint-Bertin de Saint-Omer datée de 682.
Au VIIe siècle, le péage pour le passage de la canche à Attin représentait une source de revenus importante faisant l'objet d'une concession royale en faveur de l'abbaye Saint-Bertin.

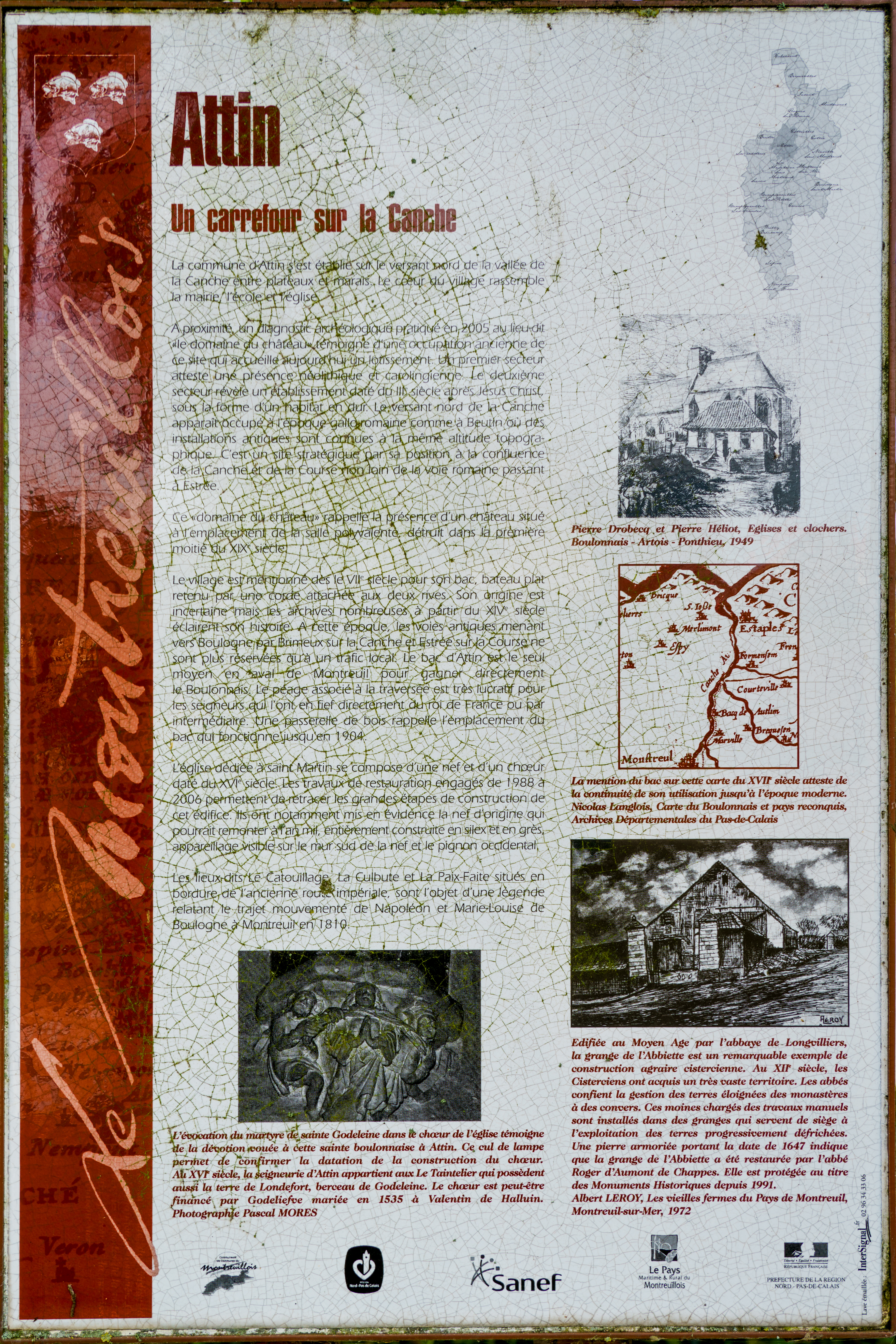
Le panneau d'information.

Un panneau émaillé destiné au public est installé à proximité de l'église Saint-Martin. Voici, tel quel, l'essentiel du texte qui y figure :

« Attin
Un carrefour sur la Canche
La commune d'Attin s'est établie sur le versant nord de la vallée de la Canche entre plateaux et marais. Le cœur du village rassemble la mairie, l'école et l'église.
A proximité, un diagnostic archéologique pratiqué en 2005 au lieu-dit "le domaine du château" témoigne d'une occupation ancienne de ce site qui accueille aujourd'hui un lotisement. Un premier secteur atteste une présence néolithique et carolingienne. Le deuxième secteur révèle un établissement daté du IIIe siècle après Jesus Christ sous la forme d'un habitat en dur. Le versant nord de la Canche apparaît occupé à l'époue gallo-romaine comme à Beutin où des installations antiques sont connues à la même altitude topographique. C'est un site stratégique par sa position à la confluence de la Canche et de la Course non loin de la voie romaine  passant à Estrée.
Ce "domaine du château" rappelle la présence d'un château situé à l'emplacement de la salle polyvalente, détruit dans la première moitié du XIXe siècle.
Le village est mentionné dès le VIIe siècle pour son bac, bateau plat retenu par une corde attachée aux deux rives. Son origine est incertaine mais les archives nombreuses à partir du XIVe siècle éclairent son histoire. A cette époque, les voies antiques menant vers Boulogne par Brimeux sur la Canche et Estrée sur la Course ne sont plus réservées qu'à un trafic local. Le bac d'Attin est le seul moyen en aval de Montreuil pour gagner directement le Boulonnais. Le péage associé à la traversée est très lucratif pour les seigneurs qui l'ont en fief directement du roi de France ou par intermédiaire. Une passerelle de bois rappelle l'emplacement du bac qui fonctionne jusqu'en 1904.
L'église dédiée à saint Martin se compose d'une nef et d'un chœur daté du XVIe siècle. Les travaux de restauration engagés de 1988 à 2006 permettent de retracer les grandes étapes de construction de cet édifice. Ils ont notamment mis en évidence la nef d'origine qui pourrait remonrer à l'an mil, entièrement construite en silex et en grès, appareillage visible sur le mur sud de la nef et le pignon occidental.
Les lieux dits Le Catouillage, La Culbute et La Paix-Faite situés en bordure de l'ancienne route impériale, sont l'objet d'une légende relatant le trajet mouvementé de Napoléon et Marie-Louise de Boulogne à Montreuil en 1810.
L'évocation du martyre de sainte Godeleine dans le chœur de l'église témoigne de la dévotion à cette sainte Boulonnaise à Attin. Ce cul de lampe permet de confirmer la datation de la construction du chœur. Au XVIe siècle, la seigneurie d'Attin appartient aux Le Taintelier qui possèdent aussi la terre de Londefort, berceau de Godeleine.  Le chœur est peut-être financé par Godeliefve mariée en 1535 à Valentin de Halluin. »

## Politique et administration

### Découpage territorial
La commune se trouve dans l'arrondissement de Montreuil du département du Pas-de-Calais.

#### Commune et intercommunalités
La commune a fait partie, de 2001 à 2016, de la Communauté de communes du Montreuillois et, depuis le 1er janvier 2017, elle fait partie de la Communauté d'agglomération des Deux Baies en Montreuillois dont le siège est basé à Montreuil.

#### Circonscriptions administratives
La commune faisait partie du canton d'Étaples, depuis la loi du 22 décembre 1789 reprise par la constitution de 1791, qui divise le royaume (la République en septembre 1792), en communes, cantons, districts et départements.
Dans le cadre du redécoupage cantonal de 2014 en France, elle est maintenant rattachée, au canton de Berck qui passe de 10 à 31 communes.

#### Circonscriptions électorales
Pour l'élection des députés, la commune fait partie, depuis 1986, de la quatrième circonscription du Pas-de-Calais.

### Élections municipales et communautaires

#### Liste des maires
| Période                                  | Période                       | Identité              | Étiquette | Qualité                                                                           |
| ---------------------------------------- | ----------------------------- | --------------------- | --------- | --------------------------------------------------------------------------------- |
| Les données manquantes sont à compléter. |                               |                       |           |                                                                                   |
| mars 2001                                | 2008                          | Jean-Paul Charlemagne |           |                                                                                   |
| mars 2008                                | En cours (au 31 janvier 2022) | Philippe Fourcroy     | SE        | Chef d'entreprise Réélu pour le mandat 2014-2020, Réélu pour le mandat 2020-2026, |

## Équipements et services publics

### Justice, sécurité, secours et défense
La commune dépend du tribunal de proximité de Montreuil, du conseil de prud'hommes de Boulogne-sur-Mer, du tribunal judiciaire de Boulogne-sur-Mer, de la cour d'appel de Douai, du tribunal de commerce de Boulogne-sur-Mer, du tribunal administratif de Lille, de la cour administrative d'appel de Douai et du tribunal pour enfants de Boulogne-sur-Mer.

## Population et société

### Démographie
Les habitants de la commune sont appelés les Attinois.

#### Évolution démographique
L'évolution du nombre d'habitants est connue à travers les recensements de la population effectués dans la commune depuis 1793. Pour les communes de moins de 10 000 habitants, une enquête de recensement portant sur toute la population est réalisée tous les cinq ans, les populations de référence des années intermédiaires étant quant à elles estimées par interpolation ou extrapolation. Pour la commune, le premier recensement exhaustif entrant dans le cadre du nouveau dispositif a été réalisé en 2005.

En 2022, la commune comptait 864 habitants, en évolution de +18,36 % par rapport à 2016 (Pas-de-Calais : −0,72 %, France hors Mayotte : +2,11 %).
| 1793 | 1800 | 1806 | 1821 | 1831 | 1836 | 1841 | 1846 | 1851 |
| ---- | ---- | ---- | ---- | ---- | ---- | ---- | ---- | ---- |
| 304  | 338  | 314  | 375  | 400  | 401  | 386  | 387  | 390  |

| 1856 | 1861 | 1866 | 1872 | 1876 | 1881 | 1886 | 1891 | 1896 |
| ---- | ---- | ---- | ---- | ---- | ---- | ---- | ---- | ---- |
| 372  | 374  | 335  | 339  | 358  | 321  | 362  | 360  | 363  |

| 1901 | 1906 | 1911 | 1921 | 1926 | 1931 | 1936 | 1946 | 1954 |
| ---- | ---- | ---- | ---- | ---- | ---- | ---- | ---- | ---- |
| 344  | 323  | 329  | 337  | 344  | 357  | 314  | 350  | 405  |

| 1962 | 1968 | 1975 | 1982 | 1990 | 1999 | 2005 | 2006 | 2010 |
| ---- | ---- | ---- | ---- | ---- | ---- | ---- | ---- | ---- |
| 450  | 450  | 427  | 513  | 560  | 682  | 731  | 746  | 695  |

| 2015 | 2020 | 2022 | - | - | - | - | - | - |
| ---- | ---- | ---- | - | - | - | - | - | - |
| 735  | 811  | 864  | - | - | - | - | - | - |

#### Pyramide des âges
En 2018, le taux de personnes d'un âge inférieur à 30 ans s'élève à 37,6 %, soit au-dessus de la moyenne départementale (36,7 %). À l'inverse, le taux de personnes d'âge supérieur à 60 ans est de 24,2 % la même année, alors qu'il est de 24,9 % au niveau départemental.
En 2018, la commune comptait 370 hommes pour 386 femmes, soit un taux de 51,06 % de femmes, légèrement inférieur au taux départemental (51,5 %).
Les pyramides des âges de la commune et du département s'établissent comme suit.
| Hommes | Classe d’âge | Femmes |
| ------ | ------------ | ------ |
| 0,3    | 90 ou +      | 1,0    |
| 4,5    | 75-89 ans    | 4,8    |
| 18,4   | 60-74 ans    | 19,3   |
| 18,9   | 45-59 ans    | 19,8   |
| 21,4   | 30-44 ans    | 16,4   |
| 17,1   | 15-29 ans    | 16,4   |
| 19,4   | 0-14 ans     | 22,2   |

| Hommes | Classe d’âge | Femmes |
| ------ | ------------ | ------ |
| 0,5    | 90 ou +      | 1,6    |
| 5,6    | 75-89 ans    | 8,9    |
| 16,7   | 60-74 ans    | 18,1   |
| 20,2   | 45-59 ans    | 19,2   |
| 18,9   | 30-44 ans    | 18,1   |
| 18,2   | 15-29 ans    | 16,2   |
| 19,9   | 0-14 ans     | 17,9   |

## Économie

### Revenus de la population et fiscalité
En 2019, dans la commune, sont identifiés 308 ménages fiscaux qui comprennent 794 personnes pour un revenu médian disponible par unité de consommation de 19 960 euros, soit inférieur au revenu médian de la France métropolitaine qui est de 21 930 euros,.

### La sucrerie
Une sucrerie du groupe Tereos se trouve sur la commune. Elle produit plus de 80 000 tonnes de sucre par an en moyenne.

La sucrerie
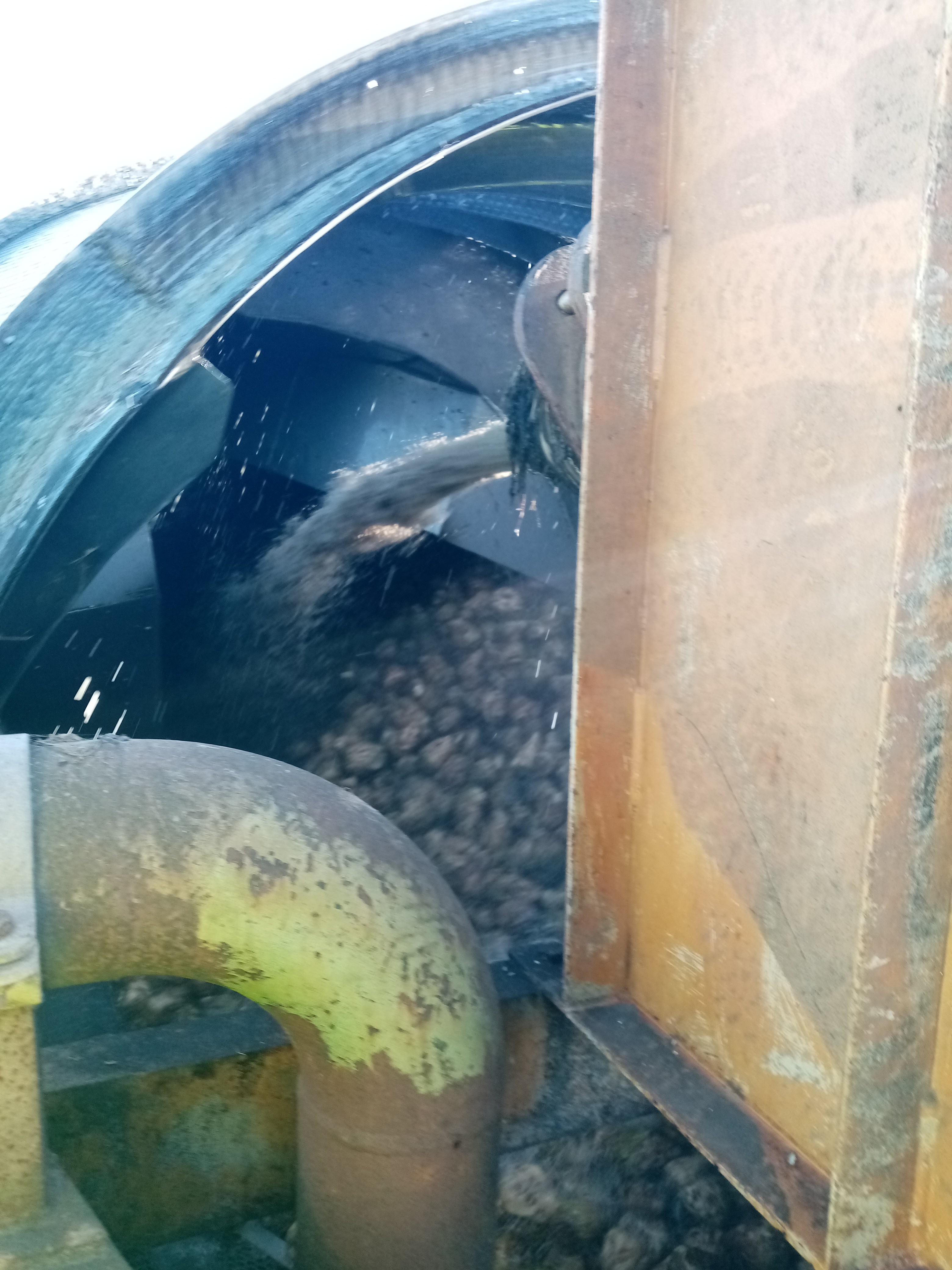
Les betteraves sont nettoyées...
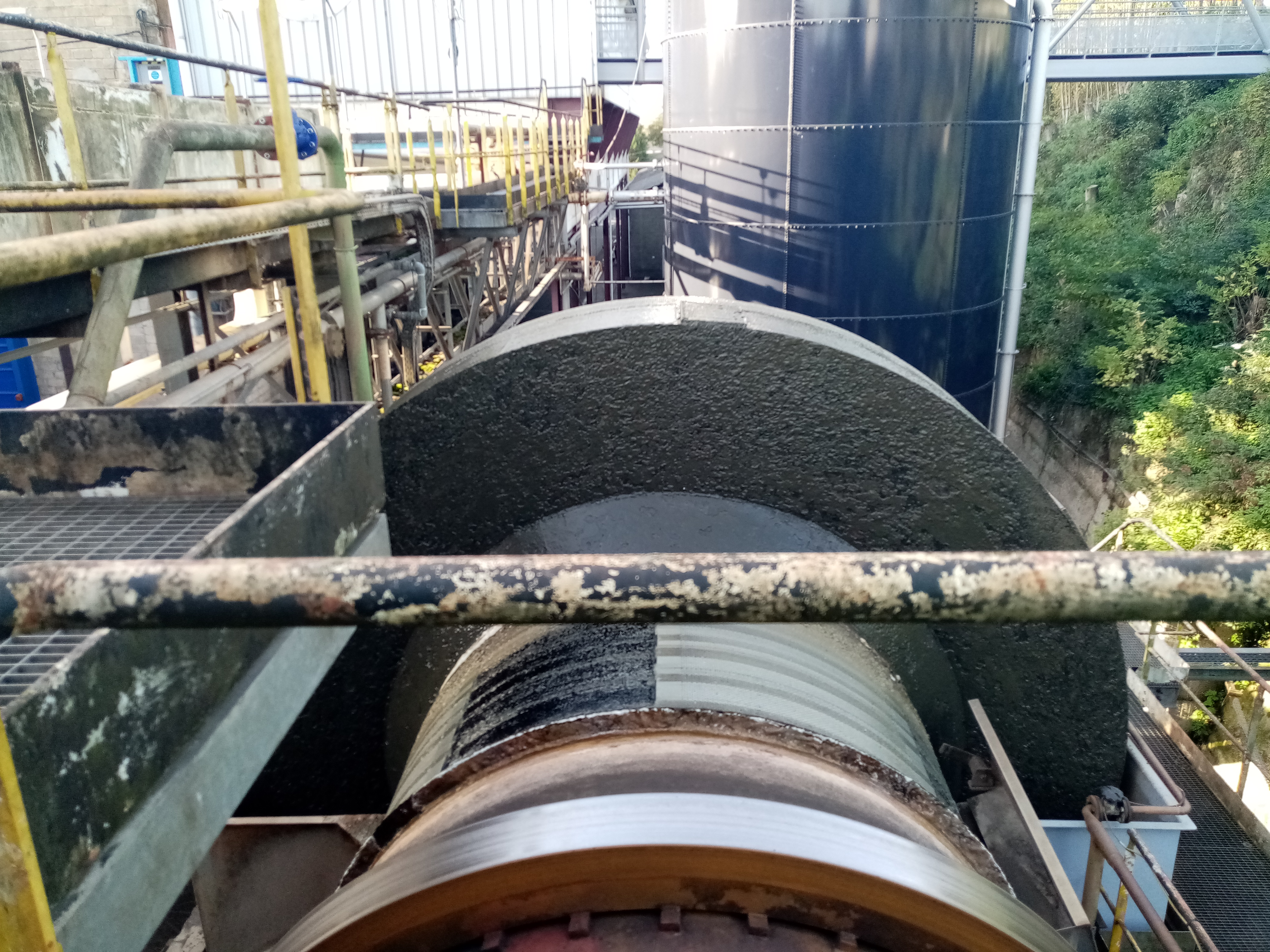
épierrées...
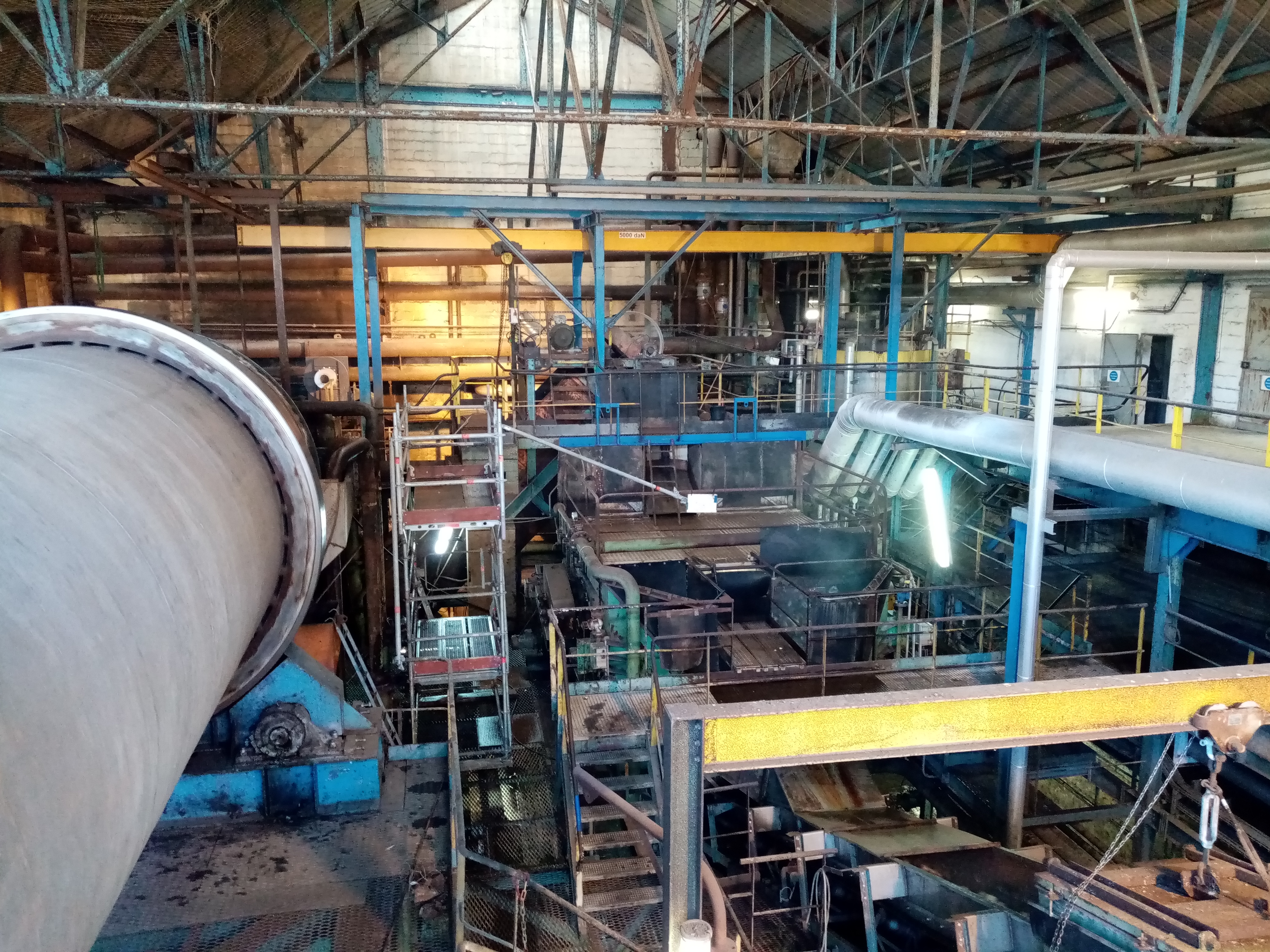
réduites en cossettes...
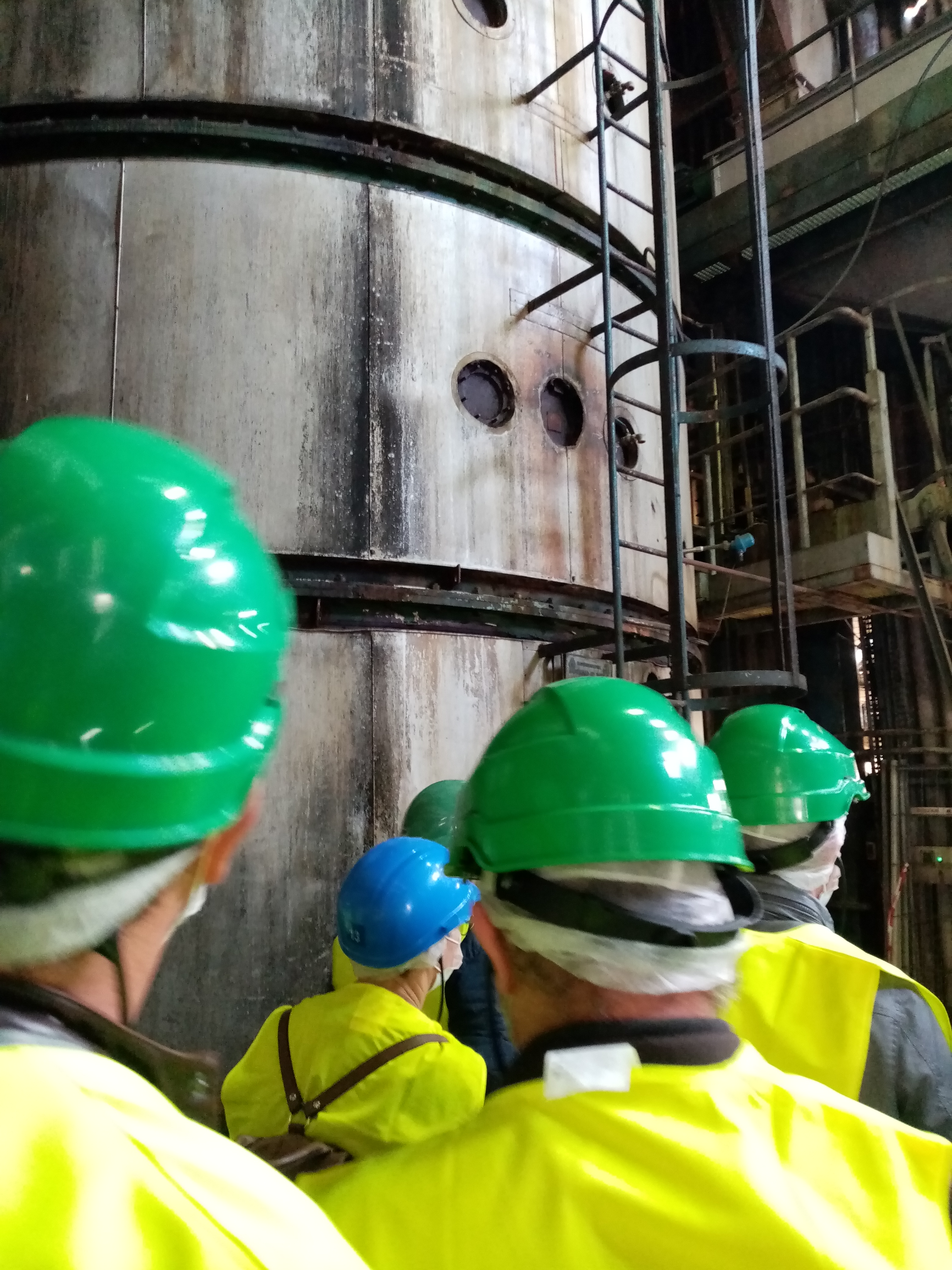
acheminées vers les transformations...
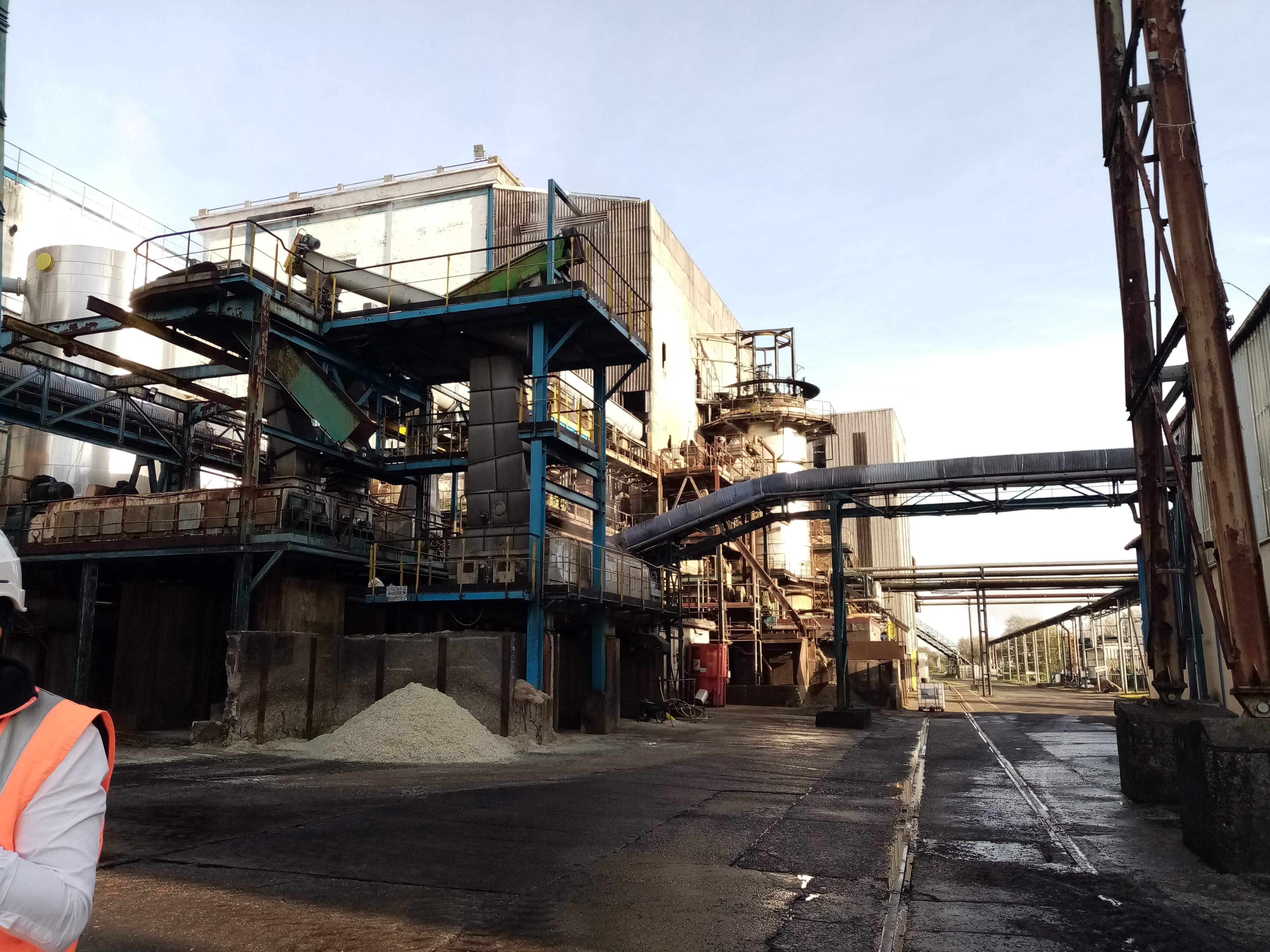
et les jus sont cristallisés en sucre blanc.
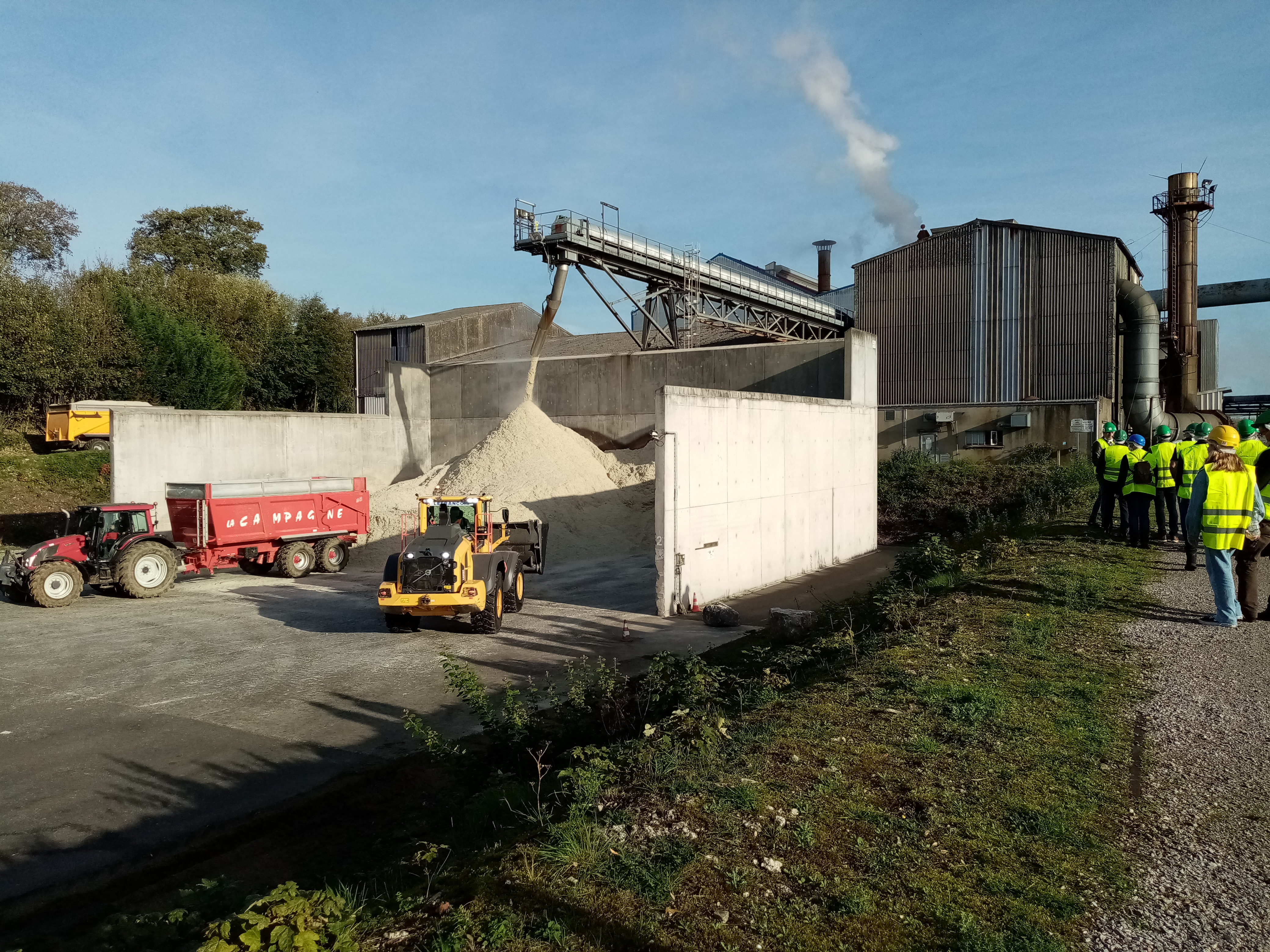
Les pulpes fraîches sont destinées à l'élevage.
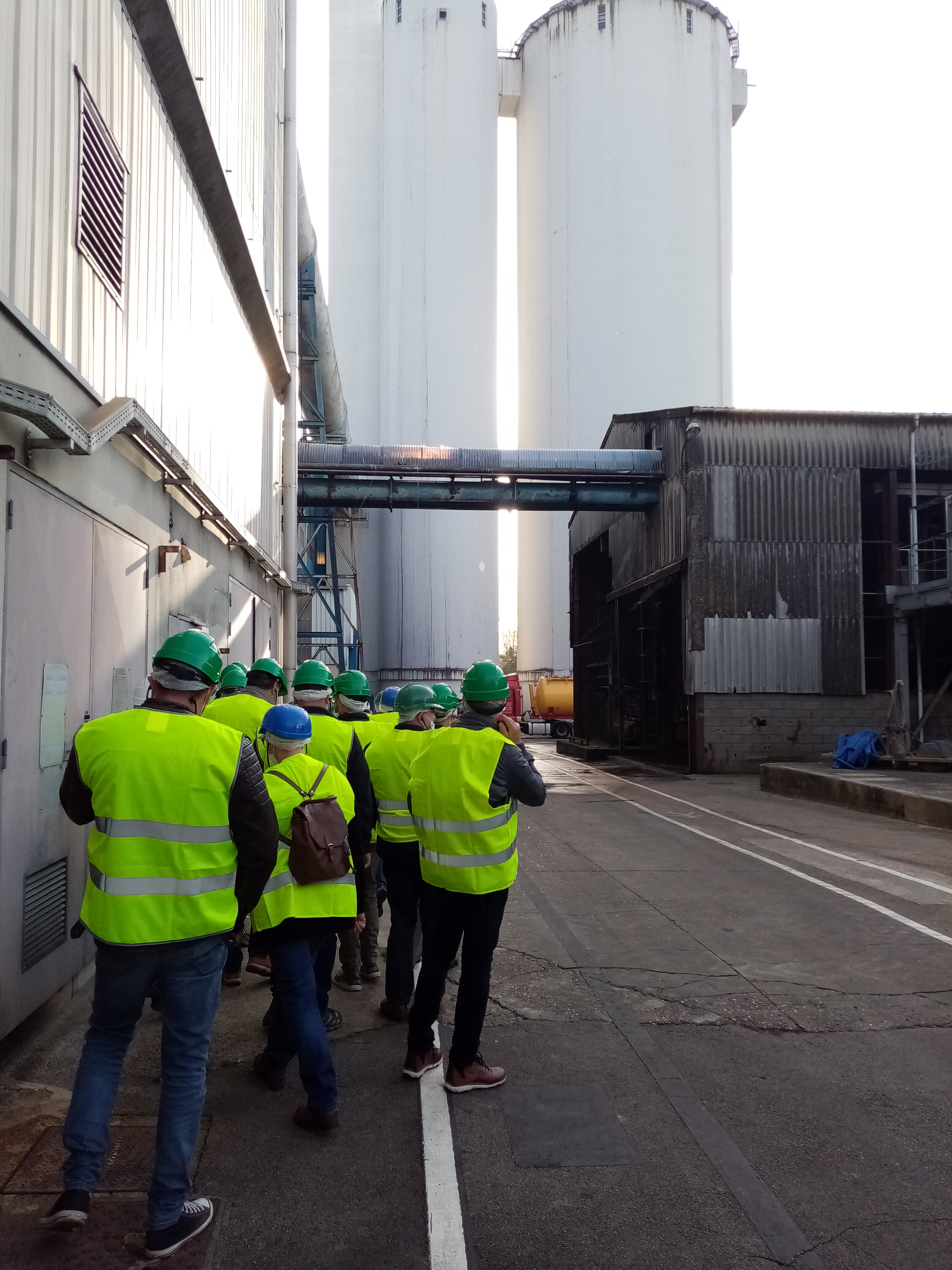
L'expédition du sucre se fait à partir de deux grands silos.

## Culture locale et patrimoine

### Lieux et monuments

#### Monument historique
- La ferme de l'Abbiette[47] fait l'objet d'une inscription au titre des monuments historiques depuis le 7 octobre 1991[48].

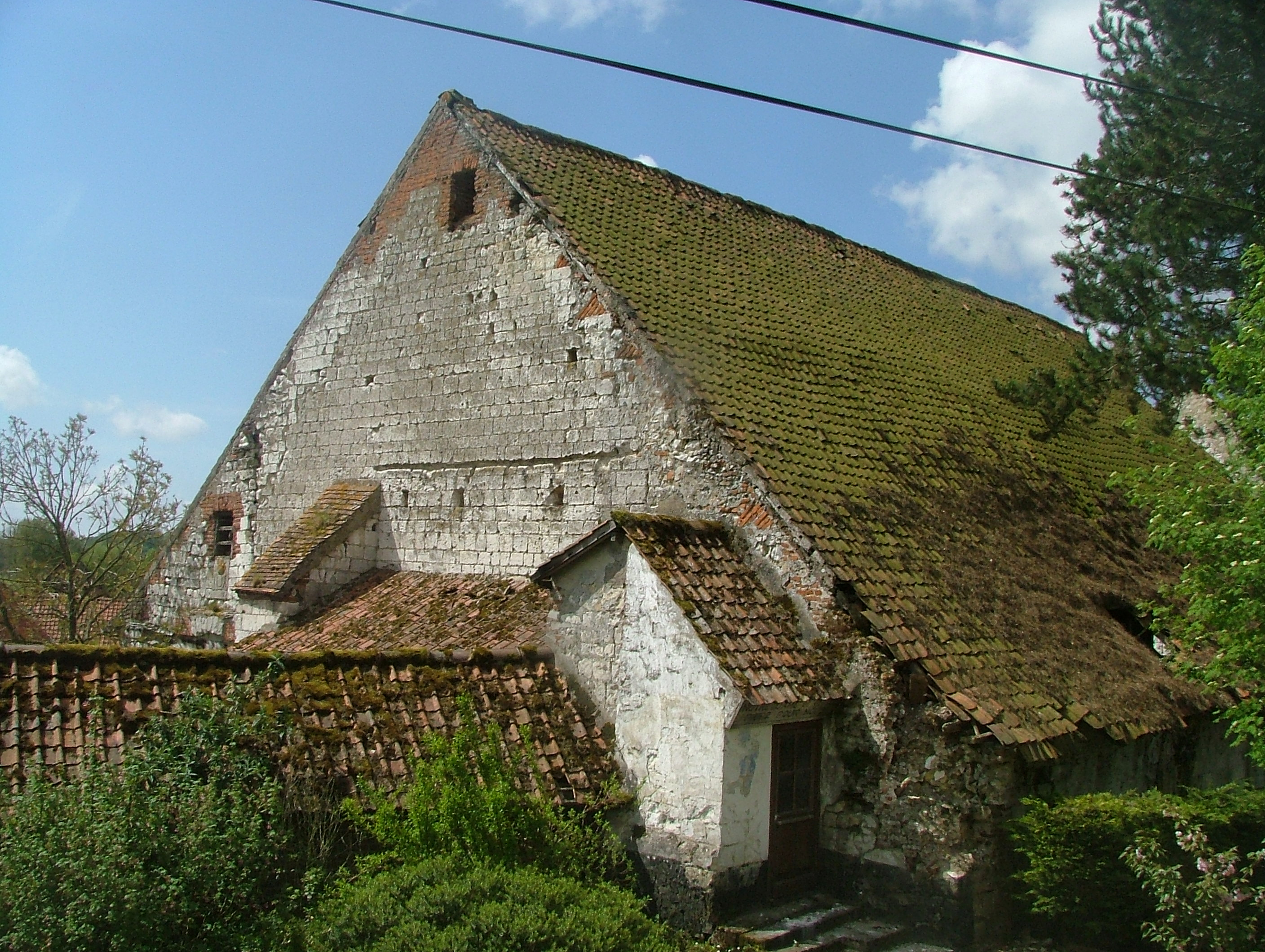
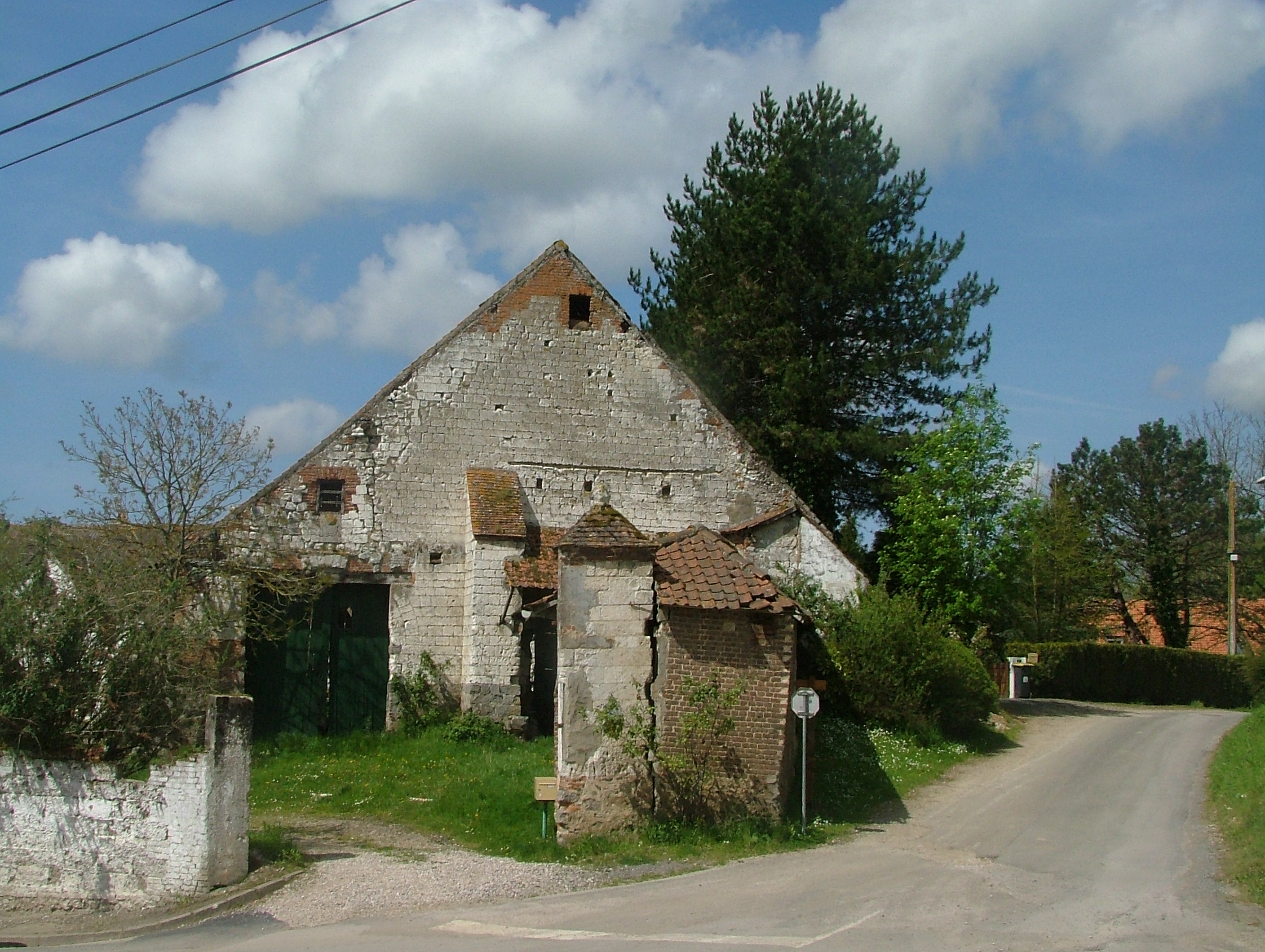

#### Autres lieux et monuments
- Le monument aux morts[49].
- L'église Saint-Martin (chœur du XVIe siècle, partiellement refait au XVIIe siècle)[50].

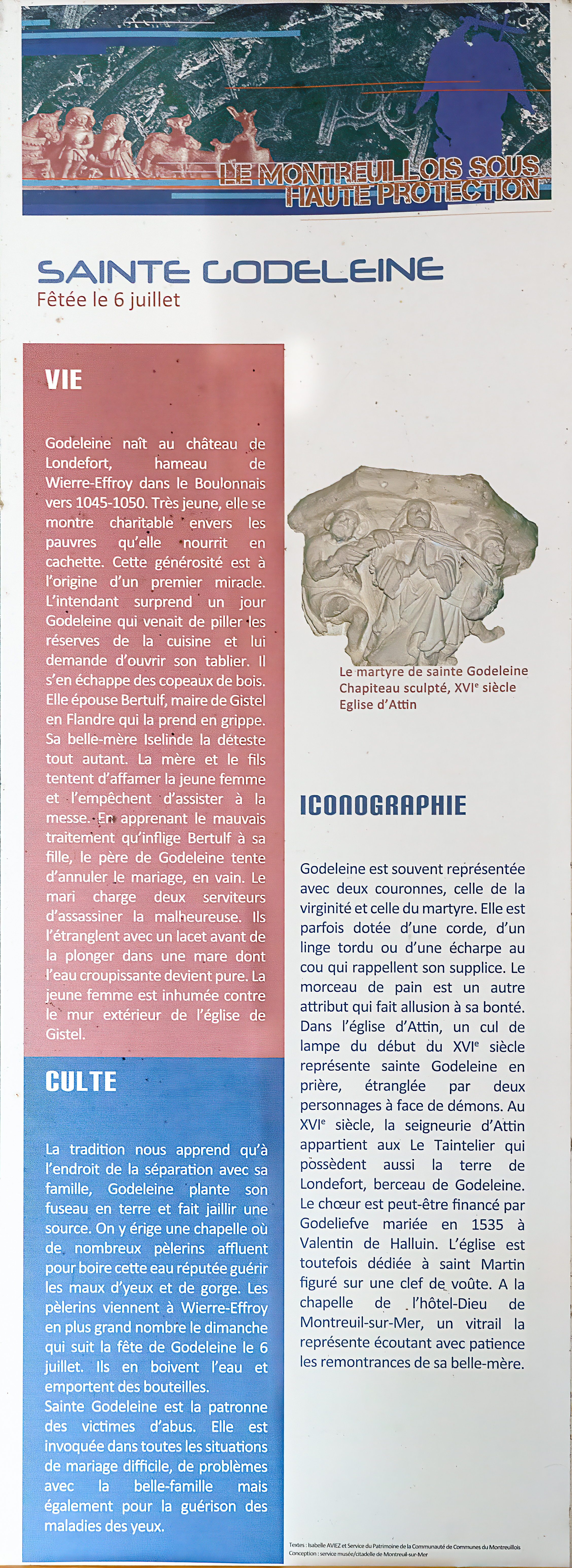
Le panneau d'information.

Un panneau textile destiné au public est suspendu à l'entée de l'église Saint-Martin. Voici, tel quel, l'essentiel du texte qui y figure :
« LE MONTREULLOIS SOUS HAUTE PROTECTION
SAINTE GODELEINE Fêtée le 6 juillet
VIE
Godeleine naît au château de Londefort, de Wierre-Effroy dans le Boulonnais vers 1045-1050. Très jeune, elle se montre charitable envers les pauvres qu'elle nourrit en cachette. Cette générosité est à l'origine d'un premier miracle.
L'intendant surprend un jour Godeleine qui venait de piller les réserves de la cuisine et lui demande d'ouvrir son tablier. Il
s'en échappe des copeaux de bois.
Elle épouse Bertulf, maire de Gistel en Flandre qui la prend en grippe. Sa belle-mère Iselinde la déteste tout autant. La mère et le fils tentent d'affamer la jeune femme et l'empêchent d'assister à la messe. En apprenant le mauvais traitement qu'inflige Bertulf à sa fille, le père de Godeleine tente d'annuler le mariage, en vain. Le mari charge deux serviteurs d'assassiner la malheureuse. Ils l'étranglent avec un lacet avant de la plonger dans une mare dont l'eau croupissante devient pure. La jeune femme est inhumée contre le mur extérieur de l'église de Gistel.
CULTE
La tradition nous apprend qu'à l'endroit de la séparation avec sa famille, Godeleine plante son fuseau en terre et fait jaillir une source. On y érige une chapelle où de nombreux pèlerins affluent pour boire cette eau réputée guérir les maux d'yeux et de gorge. Les pèlerins viennent à Wierre-Effroy en plus grand nombre le dimanche qui suit la fête de Godeleine le 6 juillet. Ils en boivent l'eau et emportent des bouteilles.
Sainte Godeleine est la patronne des victimes d'abus. Elle est invoquée dans toutes les situations de mariage difficile, de problèmes avec la belle-famille mais également pour la guérison des maladies des yeux.
ICONOGRAPHIE
Godeleine est souvent représentée avec deux couronnes, celle de la virginité et celle du martvre. Elle est parfois dotée d'une corde, d'un linge tordu ou d'une écharpe au cou qui rappellent son supplice. Le morceau de pain est un autre attribut qui fait allusion à sa bonté.
Dans l'église d'Attin, un cul de lampe du début du XVIe siècle représente sainte Godeleine en prière, étranglée par deux personnages à face de démons. Au XVIe siècle, la seigneurie d'Attin appartient aux Le Taintelier qui possèdent aussi la terre de Londefort, berceau de Godeleine.
Le chœur est peut-être financé par Godeliefve mariée en 1535 à Valentin de Halluin. L'église est toutefois dédiée à saint Martin figuré sur une clef de voûte. À la chapelle de l'hôtel-Dieu de Montreuil-sur-Mer, un vitrail la représente écoutant avec patience les remontrances de sa belle-mère. »

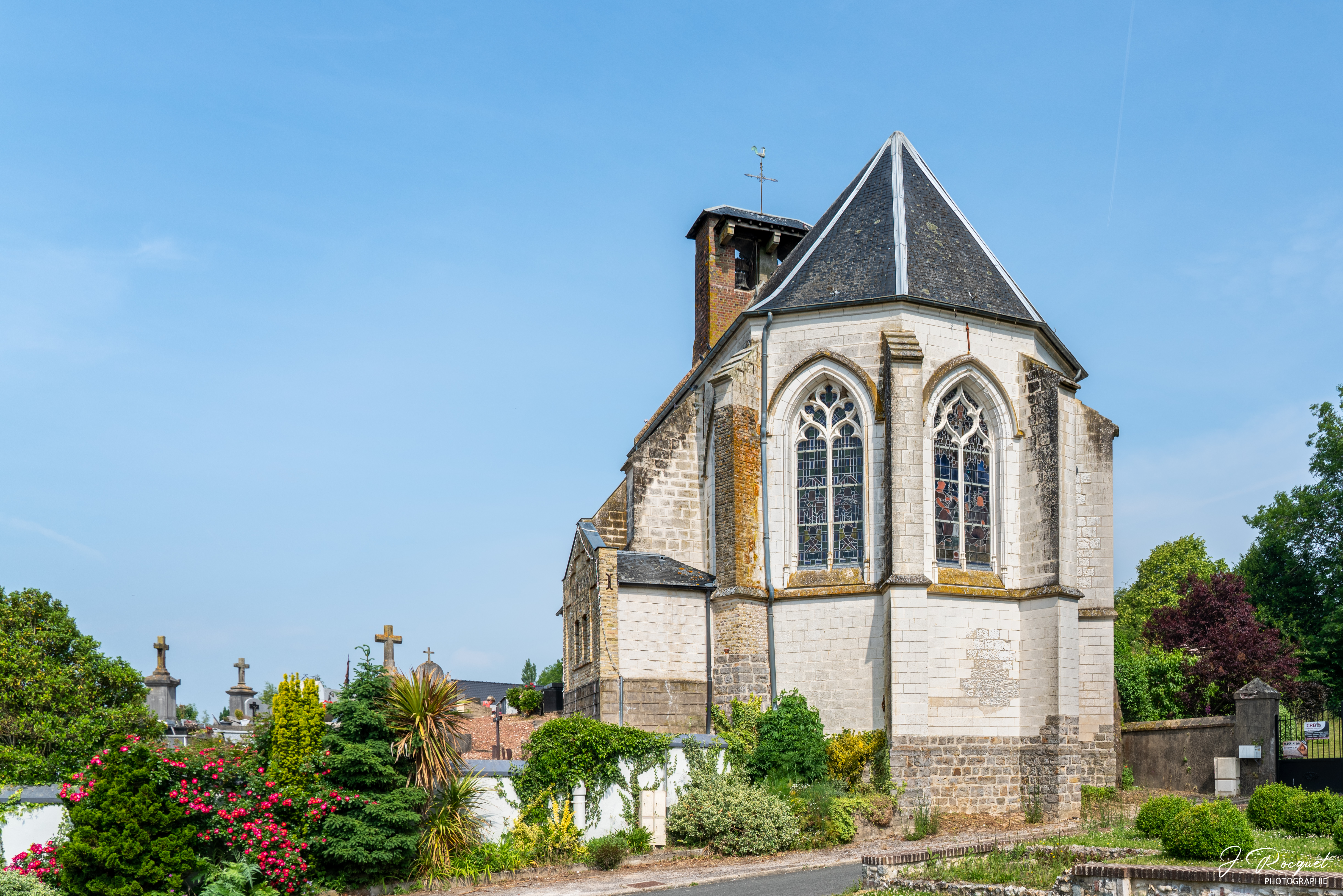
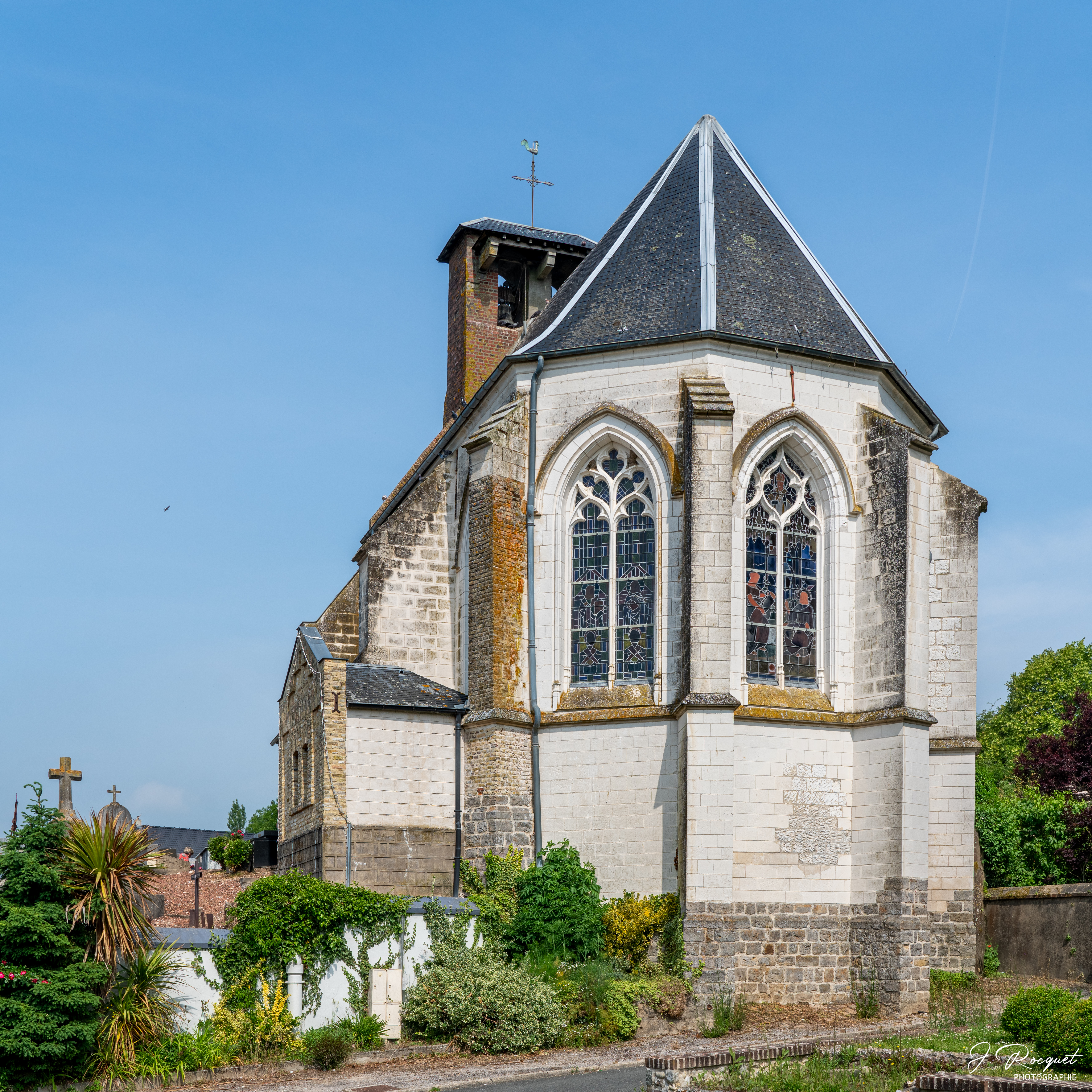
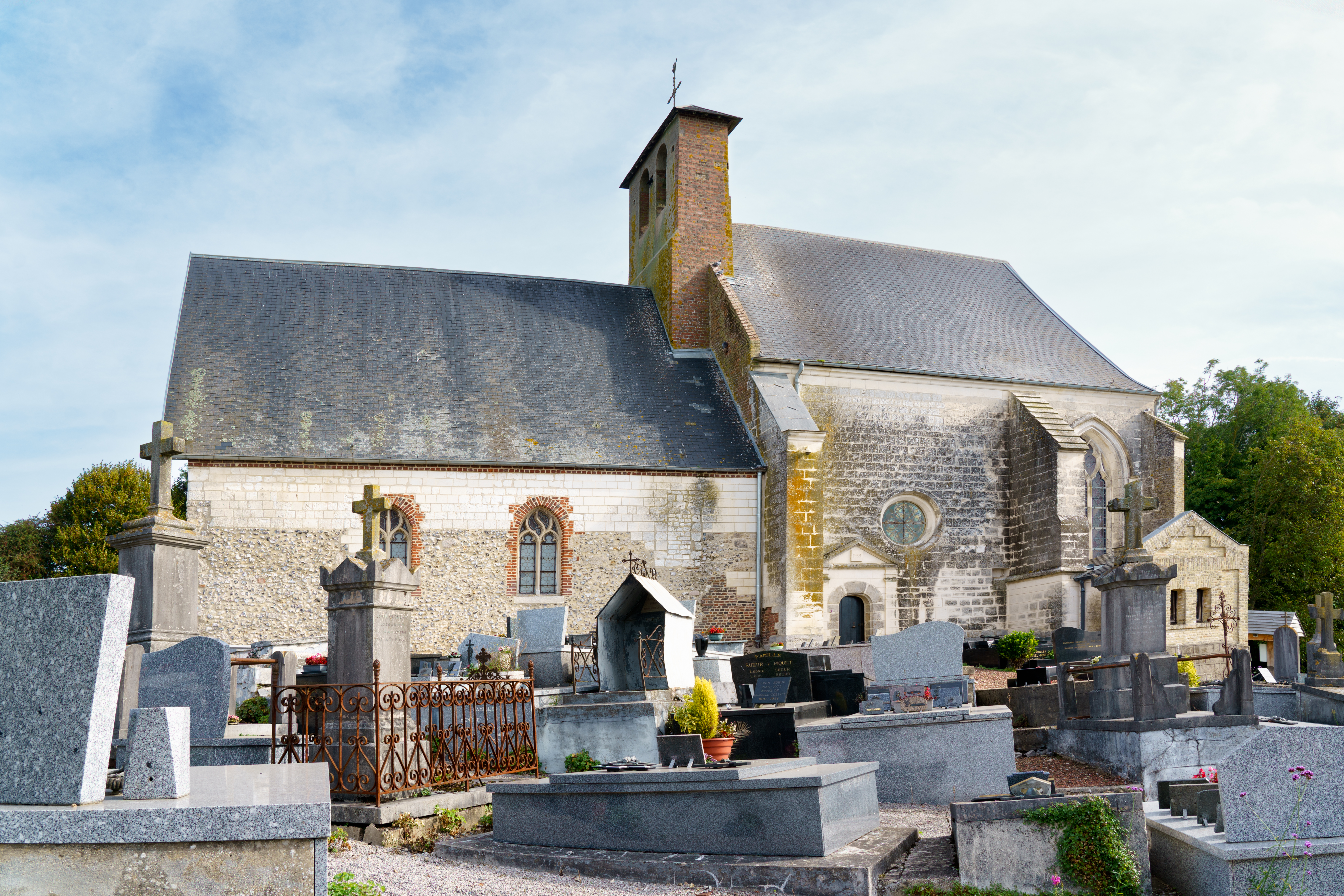
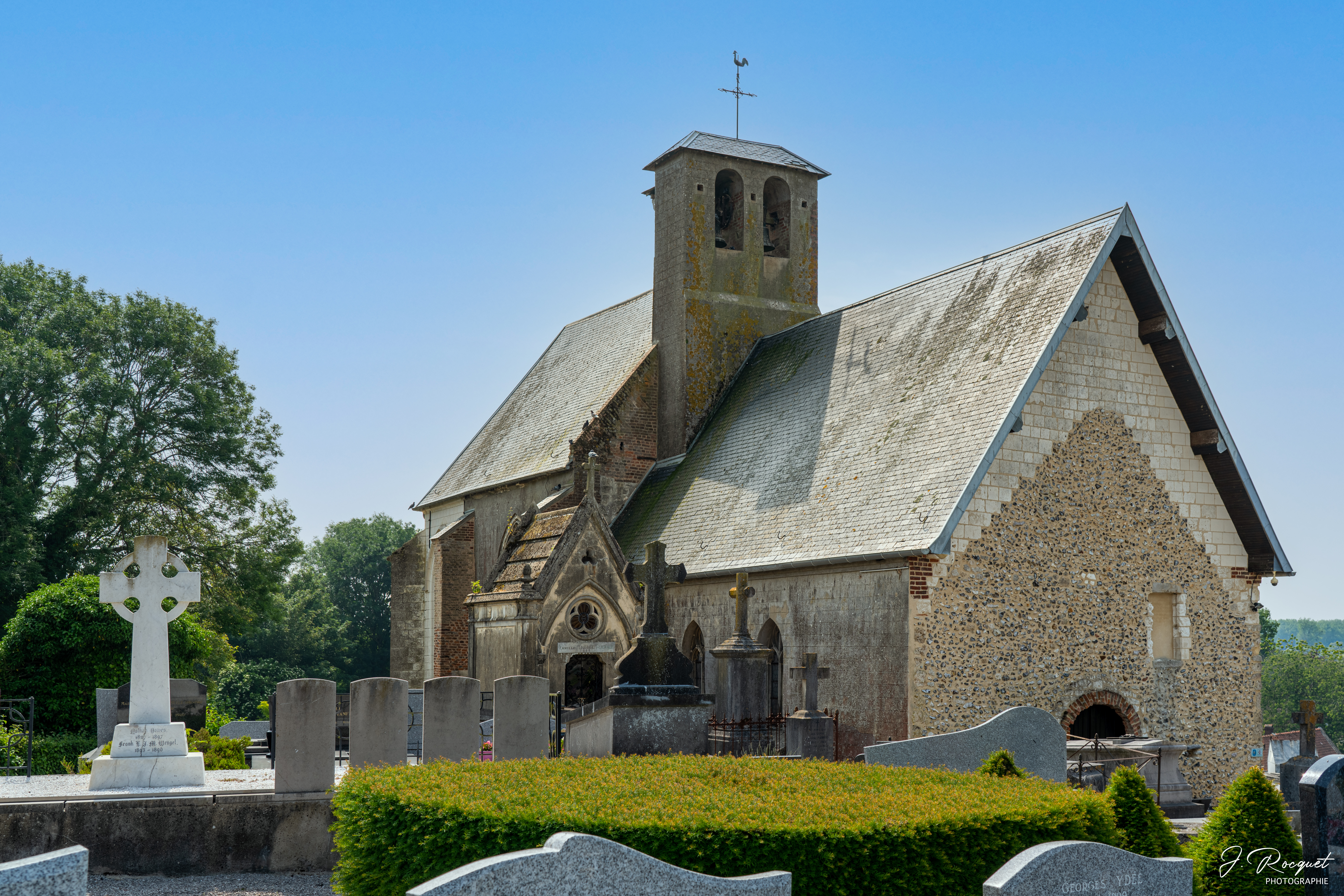

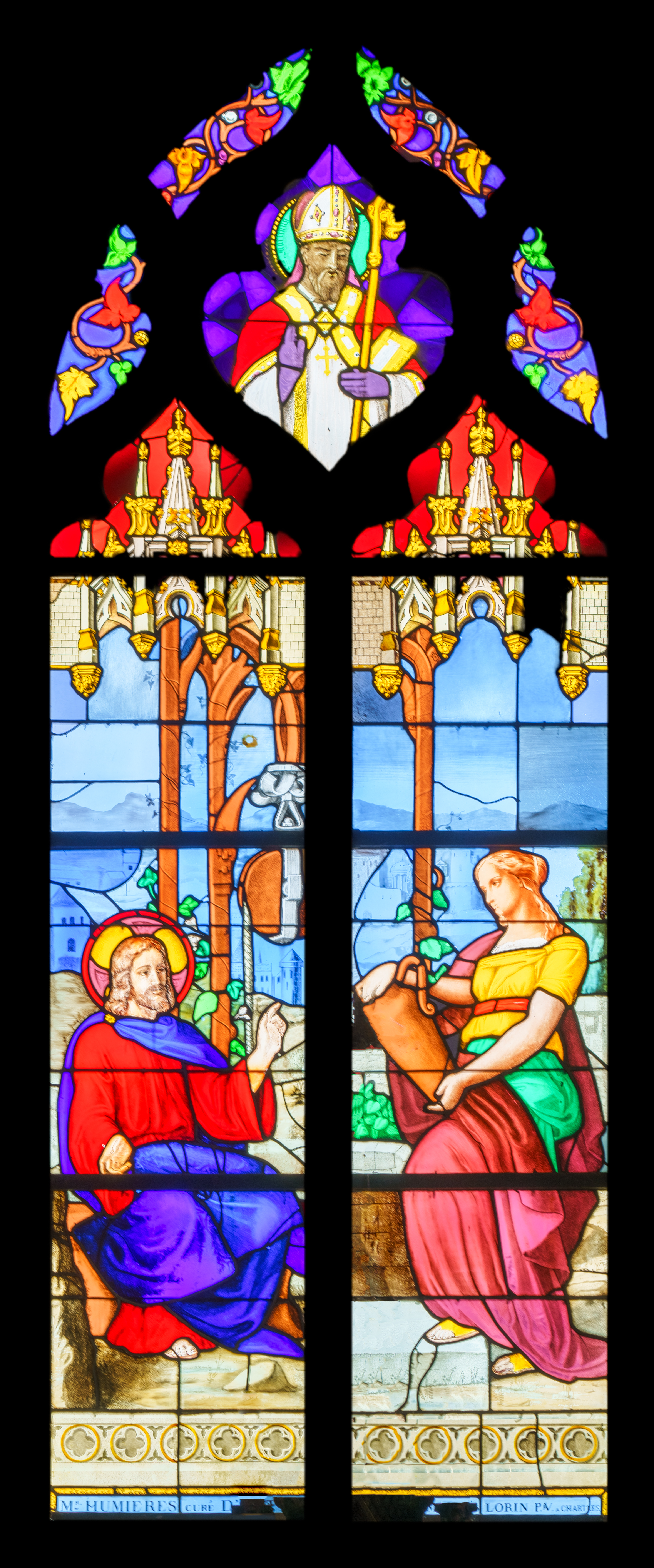
Vitrail central.
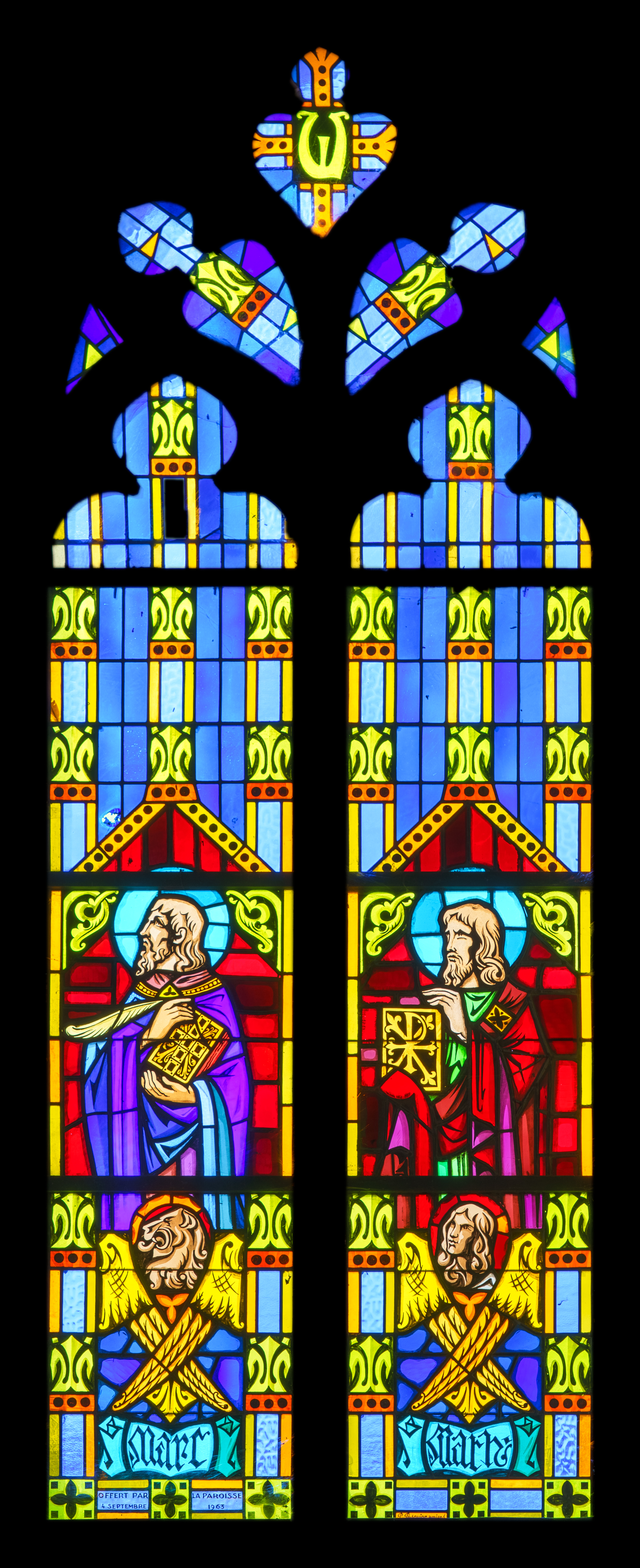
Vitrail gauche.
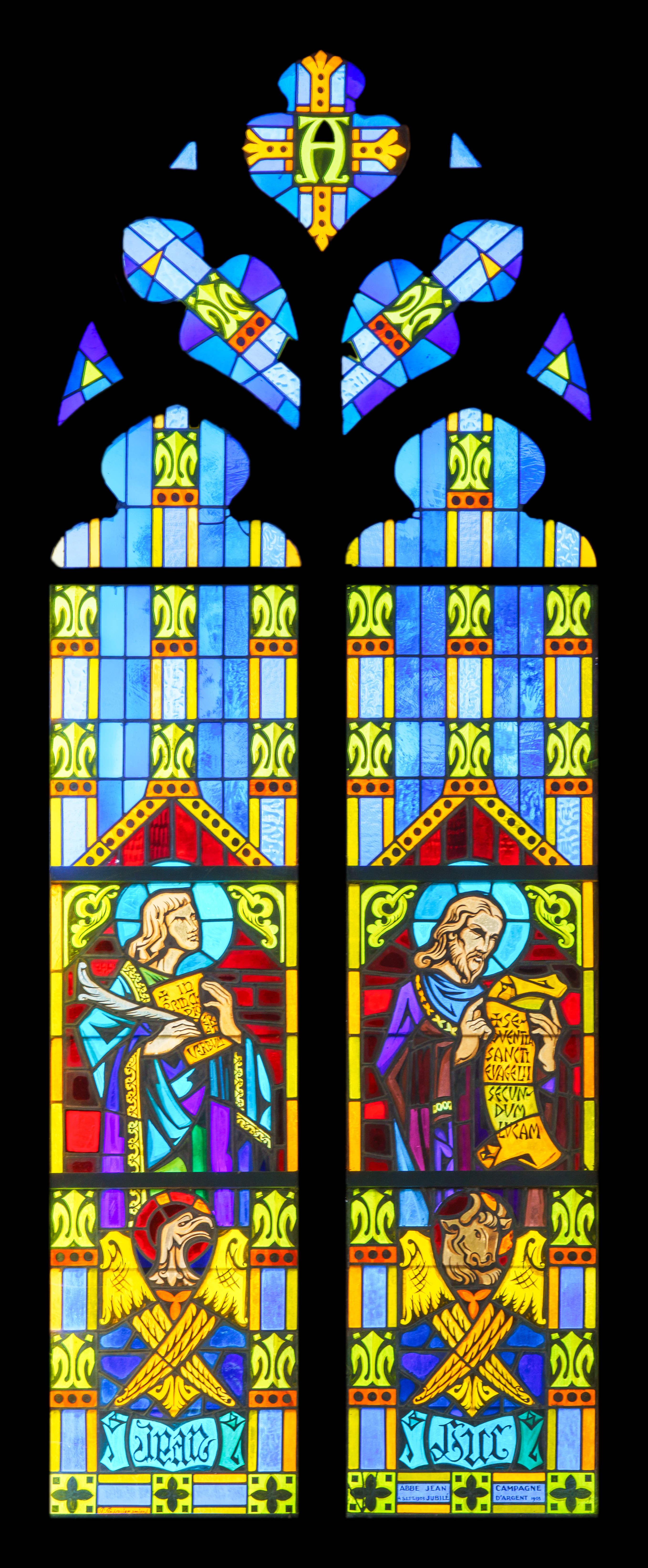
Vitrail droit.

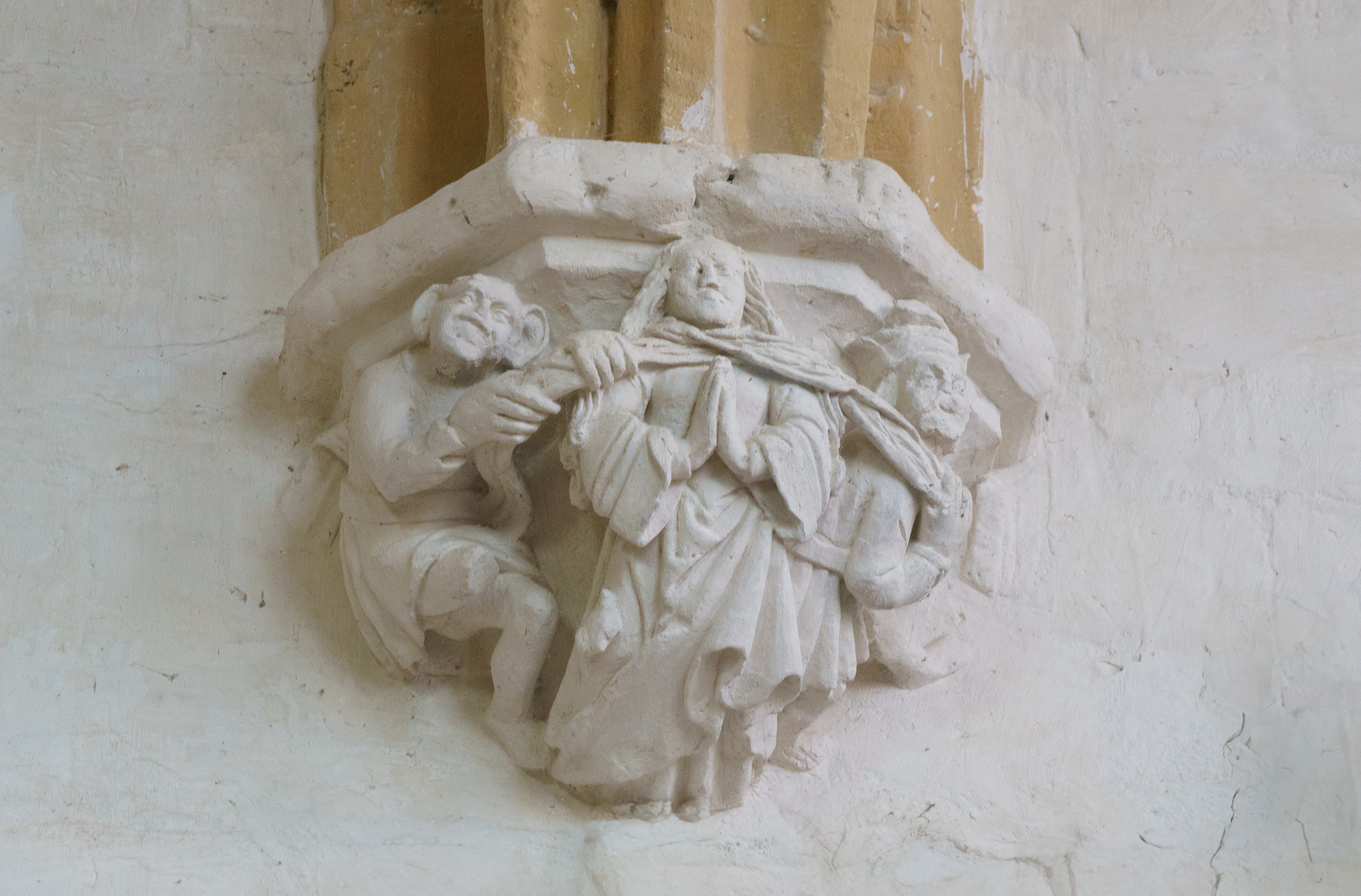
Cul-de-lampe dédié à sainte Godeleine.
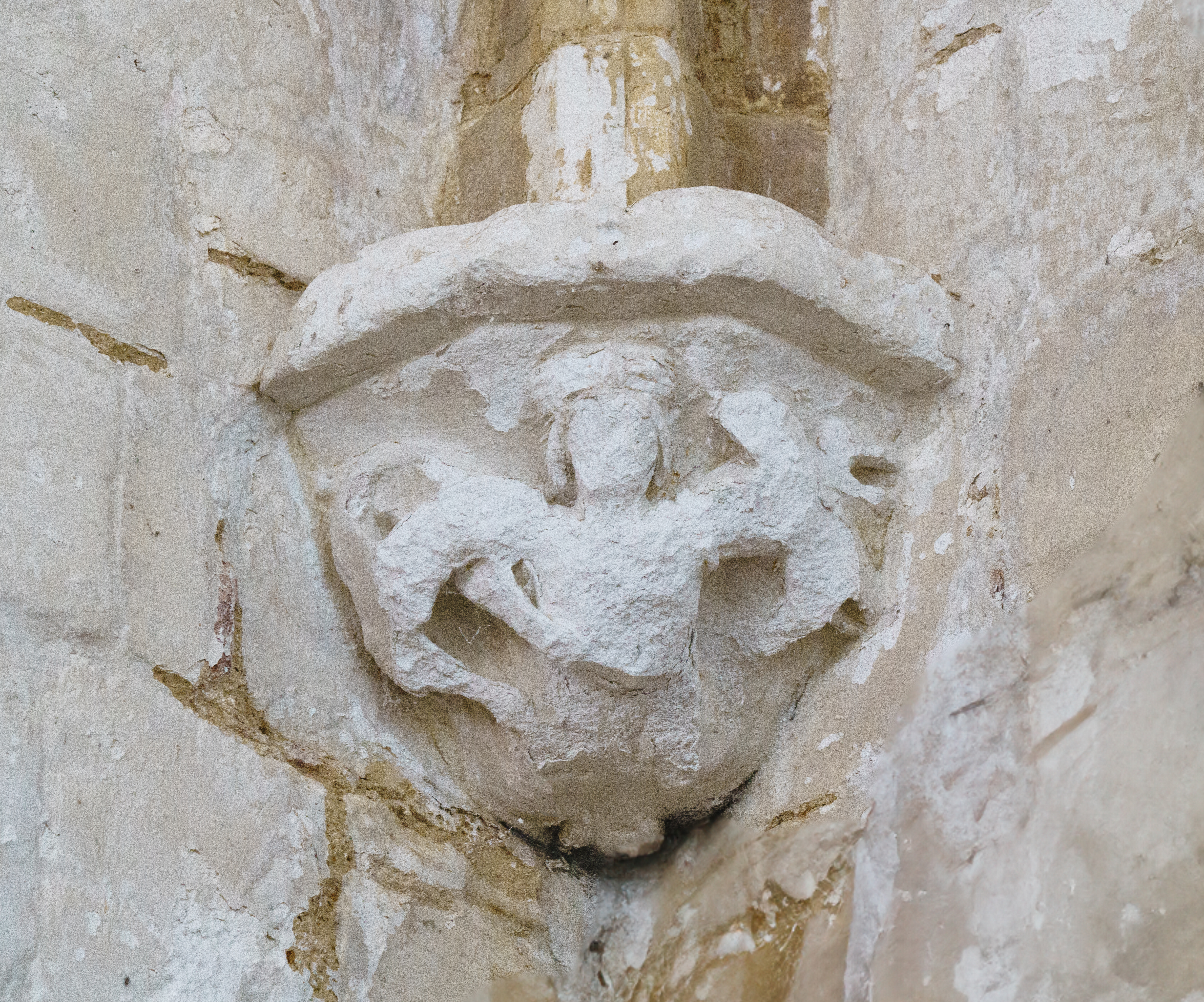
Cul-de-lampe dédié à saint Hubert.
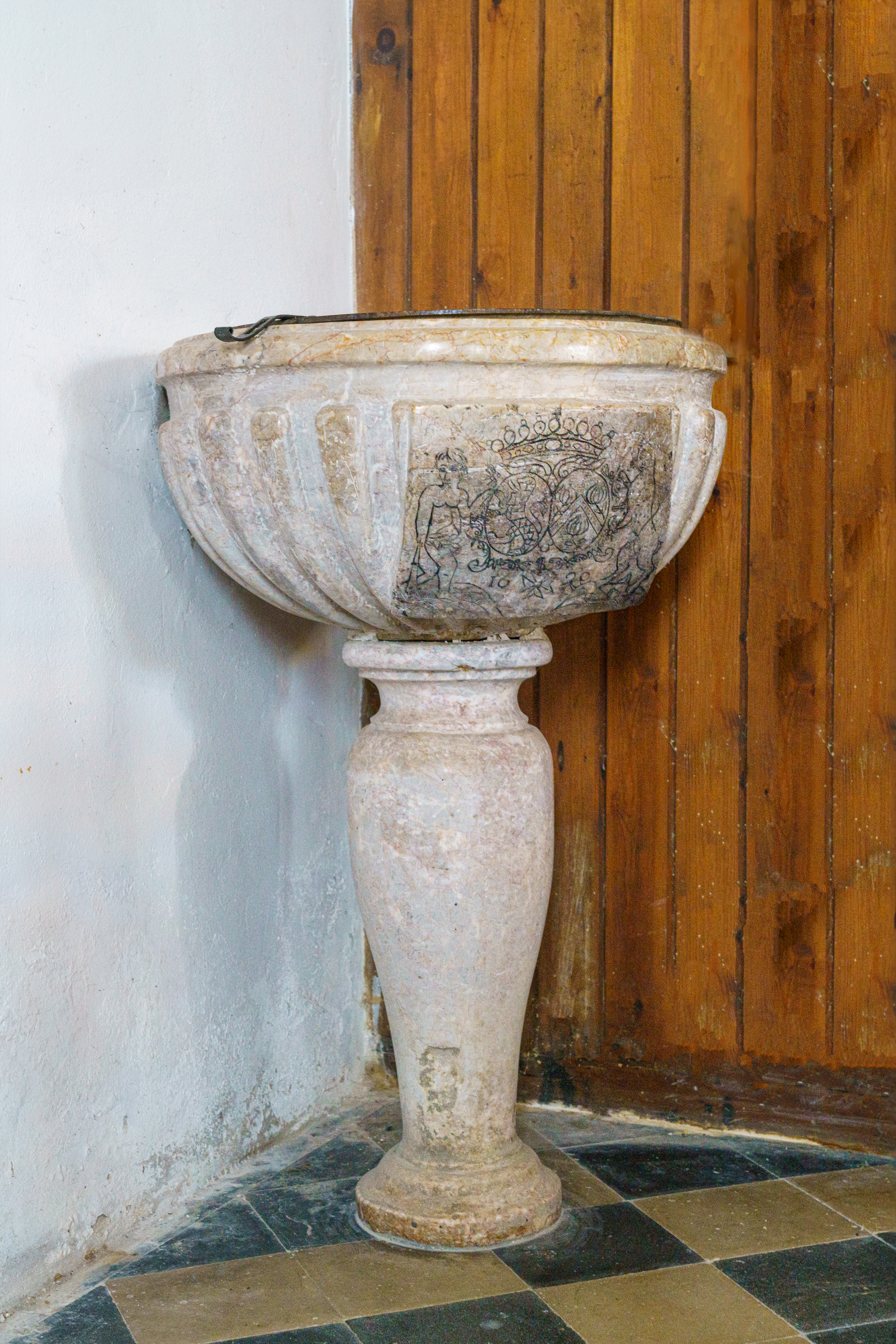
Fonts baptismaux.

### Personnalités liées à la commune
- Jules Wengel (1865-1934), artiste peintre mort et inhumé à Attin.

### Héraldique

Les couleurs sont celles des armes de la famille De Monchy,

| Blason de Attin | Blason  | De gueules à trois truites d'or nageant de front. |
| Blason de Attin | Détails | À la suggestion des archives départementales du Pas-de-Calais, la commune d'Attin a choisi de faire figurer sur son blason les truites renommées qu'on pêchait ici. Adopté par la municipalité. |

## Pour approfondir